# やすとものいたって真剣です
『〜人生密着トークバラエティ!〜やすとものいたって真剣です』（〜じんせいみっちゃくトークバラエティ!〜やすとものいたってしんけんです）は、朝日放送テレビ（ABCテレビ）制作で放送されているトークバラエティ番組。通称は「やすとものいたって真剣です」もしくは「いたって真剣です」、略称は「いた剣（いたけん）」
。
女性漫才コンビかつ姉妹の「やすとも」こと海原やすよ ともこの冠番組でもある。
制作局の朝日放送テレビでの放送時間は、毎週木曜日の23:10 - 翌0:17（JST）で、自社制作の深夜番組レーベル「ナイトinナイト」内にて、2020年4月2日から放送開始。

## 概要
2005年4月から15年に亘り、「ナイトinナイト」の木曜枠で放送してきた『ビーバップ!ハイヒール』の後番組かつ、2019年10月から半年間、日曜深夜でレギュラー放送してきた『やすともの恋愛島（以下:「恋愛島」）』を、1コーナーとして内包・継続しつつも、その発展形の番組として新設。
「他人の人生を題材に、やすよ・ともこが、漫才の如く喋りまくる」を新たなコンセプトとして、恋愛島の企画以外にも、人生のターニングポイントを迎えようとしている芸人や、お笑い以外で活躍するスペシャリストのVTRを見ながら、トークを展開していく。
関西ローカル番組の中では比較的、東京芸人をゲストに招くことが多い。

## 出演者
- 海原やすよ ともこ[1]

## 放送リスト
| 2020年 | 2020年   | 2020年                          | 2020年                                                                                                | 2020年                         | 2020年                                                             | 2020年                             |
| # | 放送日   | コーナー                        | コーナーVTR出演者                                                                                     | コーナースタジオゲスト         | メインスタジオゲスト                                               | 備考                               |
| --- | -------- | ------------------------------- | --- | ------------------------------ | ------------------------------------------------------------------ | ---------------------------------- |
| 1 | 4月2日   | メインゲストトーク              | |                                | ミルクボーイ                                                       |                                    |
| 1 | 4月2日   | 密着取材                        | 内山修                                                                                                | 内山修                         | ミルクボーイ                                                       |                                    |
| 1 | 4月2日   | 恋愛島 シーズン3第1回           | | 中井りか（NGT48）、JOY         | ミルクボーイ                                                       |                                    |
| 2 | 4月9日   | メインゲストトーク              | |                                | かまいたち                                                         |                                    |
| 2 | 4月9日   | 密着取材                        | 本田ヒカル                                                                                            | 本田ヒカル                     | かまいたち                                                         |                                    |
| 2 | 4月9日   | 恋愛島 シーズン3第2回           | | 中井りか（NGT48）、JOY         | かまいたち                                                         |                                    |
| 3 | 4月16日  | メインゲストトーク              | |                                | 宮川大輔                                                           |                                    |
| 3 | 4月16日  | 密着取材                        | 渡辺直美、寺井幸也                                                                                    |                                | 宮川大輔                                                           |                                    |
| 4 | 4月23日  | メインゲストトーク              | |                                | EXIT                                                               |                                    |
| 4 | 4月23日  | 密着取材                        | Creepy Nuts、レイザーラモンRG、品川祐（品川庄司）、長谷川忍（シソンヌ）、大地洋輔（ダイノジ）、Zeebra | Creepy Nuts                    | EXIT                                                               |                                    |
| 5 | 4月30日  | トークSP                        | |                                | ミルクボーイ                                                       |                                    |
| 5 | 4月30日  | トークSP                        | かまいたち                                                                                            |                                |                                                                    |                                    |
| 6 | 5月7日   | メインゲストトーク              | |                                | 宮川大輔                                                           |                                    |
| 6 | 5月7日   | 恋愛島 シーズン3第3回           | | 中井りか（NGT48）、JOY         | 宮川大輔                                                           |                                    |
| 7 | 5月14日  | メインゲストトーク              | |                                | EXIT                                                               |                                    |
| 7 | 5月14日  | コーナーゲストトーク+ミニライブ | | Creepy Nuts                    | EXIT                                                               |                                    |
| 7 | 5月14日  | 恋愛島 シーズン3第4回           | | 中井りか（NGT48）、JOY         | EXIT                                                               |                                    |
| 8 | 5月21日  | スピンオフ企画 復縁島+その後    | |                                | 瀬戸洋祐（スマイル）                                               | やすともの恋愛島内コーナーの再放送 |
| 8 | 5月21日  | 目からウロコ！仰天恋愛 クイズ島 | |                                | 瀬戸洋祐（スマイル）                                               | やすともの恋愛島内コーナーの再放送 |
| 9 | 5月28日  | メインゲストトーク              | |                                | 瀬戸洋祐（スマイル）                                               |                                    |
| 9 | 5月28日  | 恋愛島 シーズン3第5回           | |                                | 瀬戸洋祐（スマイル）                                               |                                    |
| 10 | 6月4日   | 恋愛島 シーズン3最終回          | |                                | 瀬戸洋祐（スマイル）                                               |                                    |
| 11 | 6月11日  | メインゲストトーク              | |                                | ブラックマヨネーズ                                                 |                                    |
| 12 | 6月18日  | メインゲストトーク              | |                                | ブラックマヨネーズ                                                 |                                    |
| 12 | 6月18日  | 名言クイズ                      | 中川家、津田篤宏（ダイアン）、浜本広晃（テンダラー）、小杉竜一（ブラックマヨネーズ）                  | 浅越ゴエ                       | ブラックマヨネーズ                                                 |                                    |
| 12 | 6月18日  | メインゲストトーク              | |                                | FUJIWARA                                                           |                                    |
| 13 | 6月25日  | メインゲストトーク+ギャグ披露   | |                                | FUJIWARA                                                           |                                    |
| 13 | 6月25日  | マジックショー                  | | 新子景視                       | FUJIWARA                                                           |                                    |
| 14 | 7月2日   | メインゲストトーク              | |                                | 野性爆弾                                                           |                                    |
| 14 | 7月2日   | 自宅を風水鑑定                  | | 李家幽竹                       | 野性爆弾                                                           |                                    |
| 15 | 7月9日   | メインゲストトーク              | |                                | 黒田有（メッセンジャー）                                           |                                    |
| 15 | 7月9日   | 密着取材                        | デヴィ・スカルノ                                                                                      |                                | 黒田有（メッセンジャー）                                           |                                    |
| 16 | 7月16日  | メインゲストトーク              | |                                | 月亭方正                                                           |                                    |
| 17 | 7月23日  | メインゲストトーク              | |                                | ケンドーコバヤシ                                                   |                                    |
| 17 | 7月23日  | 密着取材                        | 西田幸治（笑い飯）、木村卓寛（天津）                                                                  | 西田幸治（笑い飯）             | ケンドーコバヤシ                                                   |                                    |
| 18 | 7月30日  | 密着取材                        | 塩見隼人                                                                                              |                                | 月亭方正                                                           |                                    |
| 18 | 7月30日  | 密着取材                        | 西森洋一（モンスターエンジン）、田崎佑一（藤崎マーケット）                                            | 田崎佑一（藤崎マーケット）     | 野性爆弾                                                           |                                    |
| 18 | 7月30日  | メインゲストトーク              | |                                | 黒田有（メッセンジャー）                                           |                                    |
| 19 | 8月6日   | メインゲストトーク              | |                                | とろサーモン                                                       |                                    |
| 20 | 8月20日  | メインゲストトーク              | |                                | 蛍原徹（雨上がり決死隊）                                           |                                    |
| 21 | 8月27日  | メインゲストトーク              | |                                | すゑひろがりず                                                     |                                    |
| 22 | 9月3日   | 密着取材                        | ヴァンゆん、EXIT                                                                                      |                                | すゑひろがりず                                                     |                                    |
| 22 | 9月3日   | 密着取材                        | 新保吉伸                                                                                              |                                | とろサーモン                                                       |                                    |
| 22 | 9月3日   | 未公開トーク                    | |                                | とろサーモン、蛍原徹（雨上がり決死隊）                             |                                    |
| 23 | 9月10日  | メインゲストトーク              | |                                | スピードワゴン                                                     |                                    |
| 24 | 9月17日  | 密着取材                        | 松村邦洋                                                                                              |                                | スピードワゴン                                                     |                                    |
| 24 | 9月17日  | 密着取材                        | 菅原千遥                                                                                              |                                | 蛍原徹（雨上がり決死隊）                                           |                                    |
| 24 | 9月17日  | 未公開トーク                    | |                                | ケンドーコバヤシ                                                   |                                    |
| 25 | 9月24日  | 密着取材                        | 津田篤宏（ダイアン）、川原克己（天竺鼠）                                                              | 川原克己（天竺鼠）             | ロッチ                                                             |                                    |
| 25 | 9月24日  | メインゲストトーク              | |                                | ロッチ                                                             |                                    |
| 26 | 10月1日  | 密着取材                        | ティモンディ、トキ（藤崎マーケット）、永野                                                            | トキ（藤崎マーケット）         | 三四郎                                                             |                                    |
| 26 | 10月1日  | メインゲストトーク              | |                                | 三四郎                                                             |                                    |
| 27 | 10月8日  | メインゲストトーク              | |                                | ナイツ                                                             |                                    |
| 28 | 10月15日 | 密着取材                        | 黒田有（メッセンジャー）、西田幸治（笑い飯）                                                          | 西田幸治（笑い飯）             | タカアンドトシ                                                     |                                    |
| 28 | 10月15日 | メインゲストトーク              | |                                | タカアンドトシ                                                     |                                    |
| 29 | 10月22日 | 未公開トーク                    | |                                | ロッチ、タカアンドトシ、ナイツ、三四郎、すゑひろがりず             |                                    |
| 30 | 10月29日 | 密着取材                        | 谷田圭太、守谷日和                                                                                    | 守谷日和                       | すっちー                                                           |                                    |
| 30 | 10月29日 | メインゲストトーク              | |                                | すっちー                                                           |                                    |
| 31 | 11月5日  | メインゲストトーク              | |                                | 中間淳太・濵田崇裕（ジャニーズWEST）                               |                                    |
| 31 | 11月5日  | 密着取材                        | 山口夕佳里、瀬下豊（天竺鼠）                                                                          | 瀬下豊（天竺鼠）               | 中間淳太・濵田崇裕（ジャニーズWEST）                               |                                    |
| 32 | 11月12日 | メインゲストトーク              | |                                | 銀シャリ                                                           |                                    |
| 32 | 11月12日 | 密着取材                        | スリムクラブ、西田幸治（笑い飯）                                                                      | 西田幸治（笑い飯）             | 銀シャリ                                                           |                                    |
| 33 | 11月19日 | 密着取材                        | 大薗彩芳、兼光タカシ（プラス・マイナス）                                                              | 兼光タカシ（プラス・マイナス） | レイザーラモン                                                     |                                    |
| 33 | 11月19日 | メインゲストトーク              | |                                | レイザーラモン                                                     |                                    |
| 34 | 11月26日 | 密着取材                        | 哲夫（笑い飯）、田崎佑一（藤崎マーケット）                                                            | 田崎佑一（藤崎マーケット）     | ロザン                                                             |                                    |
| 34 | 11月26日 | メインゲストトーク              | |                                | ロザン                                                             |                                    |
| 35 | 12月3日  | 密着取材                        | 津田篤宏（ダイアン）、川原克己（天竺鼠）                                                              | 川原克己（天竺鼠）             | 霜降り明星                                                         |                                    |
| 35 | 12月3日  | メインゲストトーク              | |                                | 霜降り明星                                                         |                                    |
| 36 | 12月10日 | メインゲストトーク              | |                                | 和牛                                                               | 番組テーマソング披露               |
| 36 | 12月10日 | 密着取材                        | Creepy Nuts、盛山晋太郎（見取り図）                                                                   | Creepy Nuts                    | 和牛                                                               | 番組テーマソング披露               |
| 37 | 12月17日 | 密着取材                        | 屋敷裕政（ニューヨーク）、岩橋良昌（プラス・マイナス）                                                | 岩橋良昌（プラス・マイナス）   | アインシュタイン                                                   |                                    |
| 37 | 12月17日 | メインゲストトーク              | |                                | アインシュタイン                                                   |                                    |
| 38 | 12月24日 | メインゲストトーク              | |                                | ミルクボーイ、インディアンス、見取り図、おいでやすこが、オズワルド |                                    |
| （12月31日は『ザワつく!大晦日 一茂良純ちさ子の会 年越し6時間半スペシャル』〈テレビ朝日制作・18:00 - 翌0:30〉を放送のため休止） |          |                                 | |                                |                                                                    |                                    |

| 2021年 | 2021年   | 2021年                                    | 2021年                                                                                       | 2021年                                               | 2021年 | 2021年                                   |
| #      | 放送日   | コーナー                                  | コーナーVTR出演者                                                                            | コーナースタジオゲスト                               | メインスタジオゲスト                                                                                         | 備考                                     |
| ------ | -------- | ----------------------------------------- | -------------------------------------------------------------------------------------------- | ---------------------------------------------------- | --- | ---------------------------------------- |
| 39     | 1月7日   | 未公開トーク                              |                                                                                              |                                                      | ミルクボーイ、インディアンス、見取り図、おいでやすこが、オズワルド                                           |                                          |
| 39     | 1月7日   | メインゲストトーク                        |                                                                                              |                                                      | 陣内智則 |                                          |
| 40     | 1月14日  | メインゲストトーク                        |                                                                                              |                                                      | さらば青春の光                                                                                               |                                          |
| 40     | 1月14日  | 未公開トーク                              |                                                                                              |                                                      | 霜降り明星、すっちー、Creepy Nuts                                                                            |                                          |
| 40     | 1月14日  | 激辛ゴシップ                              |                                                                                              | 河井ゆずる（アインシュタイン）                       | さらば青春の光                                                                                               |                                          |
| 41     | 1月21日  | 密着取材                                  | ハリウッドザコシショウ、錦鯉、野田ちゃん、松本りんす（だーりんず）、村田秀亮（とろサーモン） | 村田秀亮（とろサーモン）                             | 陣内智則 |                                          |
| 41     | 1月21日  | 未公開トーク                              |                                                                                              |                                                      | 銀シャリ、アインシュタイン                                                                                   |                                          |
| 42     | 1月28日  | 密着取材                                  | 那須川天心、藤本敏史（FUJIWARA）                                                             | 藤本敏史（FUJIWARA）                                 | 関根勤、おいでやす小田                                                                                       |                                          |
| 42     | 1月28日  | メインゲストトーク                        |                                                                                              |                                                      | 関根勤、おいでやす小田                                                                                       |                                          |
| 43     | 2月4日   | メインゲストトーク                        |                                                                                              | 村田秀亮（とろサーモン）                             | ドランクドラゴン                                                                                             |                                          |
| 44     | 2月11日  | メインゲストトーク                        |                                                                                              | トキ（藤崎マーケット）                               | ミキ | 真剣ファミリーというゲスト枠が追加された |
| 45     | 2月18日  | 未公開トーク                              |                                                                                              |                                                      | 陣内智則、ミキ、和牛、霜降り明星                                                                             |                                          |
| 45     | 2月18日  | プロデュースロケ                          | すゑひろがりず                                                                               | トキ（藤崎マーケット）                               | ミキ |                                          |
| 46     | 2月25日  | メインゲストトーク                        | 千鳥、塙宣之（ナイツ）、オードリー                                                           | 河野良祐（令和喜多みな実）                           | ダイアン |                                          |
| 47     | 3月4日   | メインゲストトーク                        | 笑福亭鶴瓶                                                                                   | 村田秀亮（とろサーモン）                             | 笑い飯 |                                          |
| 48     | 3月11日  | プロデュースロケ                          | ミルクボーイ                                                                                 | 河野良祐（令和喜多みな実）                           | すっちー、酒井藍                                                                                             |                                          |
| 48     | 3月11日  | メインゲストトーク                        | 小籔千豊、川畑泰史                                                                           | 河野良祐（令和喜多みな実）                           | すっちー、酒井藍                                                                                             |                                          |
| 49     | 3月18日  | 未公開トーク                              | 塙宣之（ナイツ）                                                                             | 村田秀亮（とろサーモン）、河野良祐（令和喜多みな実） | 笑い飯、ダイアン                                                                                             |                                          |
| 50     | 3月25日  | メインゲストトーク                        | すゑひろがりず                                                                               | 浅越ゴエ（ザ・プラン9）                              | マヂカルラブリー、ミルクボーイ                                                                               |                                          |
| 51     | 4月1日   | メインゲストトーク                        | 東野幸治、千原ジュニア（千原兄弟）、カネシゲタカシ                                           | 西田幸治（笑い飯）                                   | フットボールアワー                                                                                           |                                          |
| 52     | 4月8日   | メインゲストトーク                        |                                                                                              | 河野良祐（令和喜多みな実）                           | COWCOW、テンダラー                                                                                           |                                          |
| 53     | 4月15日  | メインゲストトーク                        | 和牛                                                                                         | 河井ゆずる（アインシュタイン）                       | 夏木マリ |                                          |
| 54     | 4月22日  | メインゲストトーク                        | オズワルド、ドーナツ・ピーナツ、川瀬名人（ゆにばーす）、ニッポンの社長、コットン             | トキ（藤崎マーケット）                               | ニューヨーク、見取り図                                                                                       |                                          |
| 55     | 4月29日  | 密着取材                                  | 村上健志（フルーツポンチ）、岩橋良昌（プラス・マイナス）                                     | 岩橋良昌（プラス・マイナス）                         | COWCOW、テンダラー                                                                                           |                                          |
| 55     | 4月29日  | 未公開トーク                              |                                                                                              | 西田幸治（笑い飯）                                   | フットボールアワー                                                                                           |                                          |
| 56     | 5月6日   | メインゲストトーク                        | 峯岸みなみ、清水けんじ、柴田英嗣（アンタッチャブル）、霜降り明星                             | 河野良祐（令和喜多みな実）                           | お〜い!久馬（ザ・プラン9）、石田明（NON STYLE）                                                              |                                          |
| 57     | 5月13日  | メインゲストトーク                        |                                                                                              | 村田秀亮（とろサーモン）                             | ロバート |                                          |
| 58     | 5月20日  | プロデュースロケ                          | すゑひろがりず                                                                               | 西田幸治（笑い飯）                                   | トータルテンボス                                                                                             |                                          |
| 58     | 5月20日  | メインゲストトーク                        | 千鳥                                                                                         | 西田幸治（笑い飯）                                   | トータルテンボス                                                                                             |                                          |
| 59     | 5月27日  | プロデュースロケ                          | すゑひろがりず                                                                               | 河野良祐（令和喜多みな実）                           | よゐこ |                                          |
| 59     | 5月27日  | メインゲストトーク                        | キャイ〜ン、光浦靖子（オアシズ）                                                             | 河野良祐（令和喜多みな実）                           | よゐこ |                                          |
| 60     | 6月3日   | メインゲストトーク                        | 後藤輝基（フットボールアワー）、ブラックマヨネーズ、SHELLY、YOU                              | トキ（藤崎マーケット）                               | チュートリアル                                                                                               |                                          |
| 61     | 6月10日  | メインゲストトーク                        | Creepy Nuts、てつじ（シャンプーハット）                                                      | 河井ゆずる（アインシュタイン）                       | DJ KOO、武井壮                                                                                               |                                          |
| 62     | 6月17日  | ロケ企画                                  | アキナ                                                                                       | トキ（藤崎マーケット）                               | チュートリアル                                                                                               |                                          |
| 62     | 6月17日  | メインゲストトーク                        | 博多華丸・大吉、ジャルジャル                                                                 | 津田篤宏（ダイアン）                                 | プラス・マイナス                                                                                             |                                          |
| 63     | 6月24日  | メインゲストトーク                        | カミナリ                                                                                     | トキ（藤崎マーケット）                               | 永野、守谷日和、サンシャイン池崎、ZAZY                                                                       |                                          |
| 64     | 7月1日   | 密着取材                                  | 西田幸治（笑い飯）、鰻和弘（銀シャリ）                                                       | 西田幸治（笑い飯）                                   | シャンプーハット                                                                                             |                                          |
| 64     | 7月1日   | メインゲストトーク                        | チョコレートプラネット                                                                       | トキ（藤崎マーケット）                               | パンサー |                                          |
| 65     | 7月8日   | チャレンジ企画                            | 鰻和弘（銀シャリ）、濱中治                                                                   | 河井ゆずる（アインシュタイン）                       | DJ KOO、武井壮                                                                                               |                                          |
| 65     | 7月8日   | 未公開トーク                              | 霜降り明星                                                                                   | 河野良祐（令和喜多みな実）                           | お〜い!久馬（ザ・プラン9）、石田明（NON STYLE）                                                              |                                          |
| 65     | 7月8日   | トーク延長戦                              | チョコレートプラネット                                                                       | トキ（藤崎マーケット）                               | パンサー |                                          |
| 66     | 7月22日  | メインゲストトーク                        | 長谷川忍（シソンヌ）                                                                         | 河野良祐（令和喜多みな実）                           | 原口あきまさ、ホリ、山本高広                                                                                 |                                          |
| 67     | 7月29日  | メインゲストトーク                        | 野性爆弾、あいはら雅一（メッセンジャー）                                                     | 西田幸治（笑い飯）                                   | シャンプーハット                                                                                             |                                          |
| 68     | 8月5日   | メインゲストトーク                        | ケンドーコバヤシ、高橋茂雄（サバンナ）                                                       | トキ（藤崎マーケット）                               | なかやまきんに君、八木真澄（サバンナ）                                                                       |                                          |
| 69     | 8月12日  | 持ち込み企画                              | インディアンス、原西孝幸（FUJIWARA）、八木真澄（サバンナ）、村上ショージ                     | 西田幸治（笑い飯）                                   | ずん |                                          |
| 69     | 8月12日  | メインゲストトーク                        | 関根勤、キャイ～ン                                                                           | 西田幸治（笑い飯）                                   | ずん |                                          |
| 70     | 8月26日  | メインゲストトーク                        | 川島明（麒麟）                                                                               | 河野良祐（令和喜多みな実）                           | 浜本広晃（テンダラー）、レイザーラモンRG、田村裕（麒麟）、西村瑞樹（バイきんぐ）                             |                                          |
| 71     | 9月2日   | メインゲストトーク                        | ミルクボーイ、酒井藍、屋敷裕政（ニューヨーク）                                               | 津田篤宏（ダイアン）                                 | 田村淳（ロンドンブーツ1号2号）                                                                               |                                          |
| 72     | 9月9日   | メインゲストトーク                        | カンニング竹山、ニューヨーク                                                                 | トキ（藤崎マーケット）                               | ダンディ坂野、くまだまさし、小島よしお、バイク川崎バイク                                                     |                                          |
| 73     | 9月16日  | メインゲストトーク                        | 東野幸治                                                                                     | 河野良祐（令和喜多みな実）                           | 瀧川鯉斗、月亭方正、桂三度                                                                                   |                                          |
| 73     | 9月16日  | トーク延長戦                              | 鰻和弘（銀シャリ）                                                                           | 津田篤宏（ダイアン）                                 | 田村淳（ロンドンブーツ1号2号）                                                                               |                                          |
| 74     | 9月23日  | メインゲストトーク                        | ケンドーコバヤシ、ハリウッドザコシショウ                                                     | トキ（藤崎マーケット）                               | テツandトモ、どぶろっく、AMEMIYA                                                                             |                                          |
| 75     | 9月30日  | 真剣ロケSP                                | すゑひろがりず                                                                               | トキ（藤崎マーケット）                               | テツandトモ、どぶろっく、AMEMIYA                                                                             |                                          |
| 75     | 9月30日  | 真剣ロケSP                                | 岩橋良昌（プラス・マイナス）                                                                 | 河野良祐（令和喜多みな実）                           | 瀧川鯉斗、月亭方正、桂三度                                                                                   |                                          |
| 75     | 9月30日  | 真剣ロケSP                                | トキ（藤崎マーケット）、今井らいぱち                                                         | トキ（藤崎マーケット）                               | オズワルド                                                                                                   |                                          |
| 76     | 10月8日  | ドライブ企画                              | すゑひろがりず                                                                               | 西田幸治（笑い飯）                                   | 津田篤宏（ダイアン）、市川義ー（女と男）、関町知弘（ライス）、田渕章裕（インディアンス）                     |                                          |
| 76     | 10月8日  | メインゲストトーク                        |                                                                                              | 西田幸治（笑い飯）                                   | 津田篤宏（ダイアン）、市川義ー（女と男）、関町知弘（ライス）、田渕章裕（インディアンス）                     |                                          |
| 77     | 10月14日 | メインゲストトーク                        | 間寛平、辻本茂雄、浜本広晃（テンダラー）、間慎太郎                                           | トキ（藤崎マーケット）                               | オズワルド                                                                                                   |                                          |
| 78     | 10月21日 | メインゲストトーク                        | 島田珠代                                                                                     | 河井ゆずる（アインシュタイン）                       | ヒャダイン、永野、レイザーラモンRG                                                                           |                                          |
| 79     | 10月28日 | メインゲストトーク                        |                                                                                              | トキ（藤崎マーケット）                               | 中山功太、久保田かずのぶ（とろサーモン）、徳井健太（平成ノブシコブシ）、ナダル（コロコロチキチキペッパーズ） | ひねくれ芸人SPである。                   |
| 80     | 11月4日  | メインゲストトーク                        | 和牛                                                                                         | 河野良祐（令和喜多みな実）                           | 藤崎マーケット、河井ゆずる（アインシュタイン）、山名文和（アキナ）、バイク川崎バイク                         |                                          |
| 81     | 11月11日 | メインゲストトーク                        |                                                                                              | 河野良祐（令和喜多みな実）                           | 祇園、ロングコートダディ、侍スライス                                                                         |                                          |
| 82     | 11月18日 | 未公開 人気芸人の裏の顔SP                 | 未公開 人気芸人の裏の顔SP                                                                    | 未公開 人気芸人の裏の顔SP                            | 未公開 人気芸人の裏の顔SP                                                                                    | 未公開 人気芸人の裏の顔SP                |
| 83     | 11月25日 | メインゲストトーク                        |                                                                                              | トキ（藤崎マーケット）                               | 千原兄弟 |                                          |
| 84     | 12月2日  | メインゲストトーク                        | 黒田有（メッセンジャー）、小籔千豊                                                           | 津田篤宏（ダイアン）                                 | 八木真澄（サバンナ）、ロッシー（野性爆弾）、兼光タカシ（プラス・マイナス）、山添寛（相席スタート）           |                                          |
| 85     | 12月9日  | メインゲストトーク                        | ニューヨーク、イワクラ（蛙亭）                                                               | 西田幸治（笑い飯）                                   | 鬼越トマホーク、ZAZY、エルフ                                                                                 |                                          |
| 86     | 12月16日 | メインゲストトーク                        |                                                                                              | トキ（藤崎マーケット）                               | お〜い!久馬（ザ・プラン9）、コロコロチキチキペッパーズ、男性ブランコ                                         |                                          |
| 87     | 12月23日 | メインゲストトーク（M-1戦士お疲れさまSP） |                                                                                              | 西田幸治（笑い飯）                                   | 見取り図、インディアンス、ニューヨーク、ゆにばーす、モグライダー、ランジャタイ                               |                                          |

| 2022年 | 2022年   | 2022年                                              | 2022年 | 2022年                     | 2022年 | 2022年             |
| #      | 放送日   | コーナー                                            | コーナーVTR出演者 | 真剣ファミリー             | メインゲスト | 備考               |
| ------ | -------- | --------------------------------------------------- | --- | -------------------------- | --- | ------------------ |
| 88     | 1月6日   | メインゲストトーク                                  | ブラックマヨネーズ、河本準一（次長課長）、後藤輝基（フットボールアワー）                                             | トキ（藤崎マーケット）     | 徳井義実（チュートリアル）、小沢一敬（スピードワゴン）、恋さん（シャンプーハット）                                                    |                    |
| 89     | 1月13日  | 未公開トークSP                                      | 未公開トークSP | 未公開トークSP             | 未公開トークSP | 未公開トークSP     |
| 90     | 1月20日  | メインゲストトーク                                  | なし | 河野良祐（令和喜多みな実） | 藤田憲右（トータルテンボス）、馬場裕之（ロバート）、ウエストランド、からし蓮根                                                        |                    |
| 91     | 1月27日  | メインゲストトーク                                  | なし | トキ（藤崎マーケット）     | 多田健二（COWCOW）、佐久間一行、板倉俊之（インパルス）、渚（尼神インター）                                                            |                    |
| 92     | 2月3日   | メインゲストトーク                                  | なし | なし                       | パンクブーブー、トレンディエンジェル、笑い飯                                                                                          |                    |
| 93     | 2月10日  | メインゲストトーク                                  | なし | なし                       | サンドウィッチマン |                    |
| 94     | 2月24日  | メインゲストトーク                                  | 中川家 | なし                       | サンドウィッチマン |                    |
| 95     | 3月3日   | メインゲストトーク                                  | | トキ（藤崎マーケット）     | タカアンドトシ、トム・ブラウン |                    |
| 96     | 3月10日  | メインゲストトーク                                  | | 河野良祐（令和喜多みな実） | いとうあさこ、アルコ&ピース、ダイアン                                                                                                 |                    |
| 97     | 3月17日  | メインゲストトーク                                  | 田村淳（ロンドンブーツ1号2号）                                                                                       | 河野良祐（令和喜多みな実） | 狩野英孝、藤本敏史（FUJIWARA）、津田篤宏（ダイアン）、小島よしお                                                                      |                    |
| 98     | 3月24日  | メインゲストトーク                                  | ニューヨーク、横澤夏子                                                                                               | 河野良祐（令和喜多みな実） | 鬼越トマホーク、マテンロウ、デニス、おかずクラブ                                                                                      |                    |
| 99     | 3月31日  | メインゲストトーク                                  | 庄司智春（品川庄司）、塚地武雅（ドランクドラゴン）、村田秀亮（とろサーモン）、西野創人（コロコロチキチキペッパーズ） | 西田幸治（笑い飯）         | 品川祐（品川庄司）、鈴木拓（ドランクドラゴン）、久保田かずのぶ（とろサーモン）、ナダル（コロコロチキチキペッパーズ）                  |                    |
| 100    | 4月7日   | メインゲストトーク                                  | ミキ | 西田幸治（笑い飯）         | 令和喜多みな実、ツートライブ、尼神インター                                                                                            |                    |
| 101    | 4月14日  | メインゲストトーク                                  | 多田健二（COWCOW）、駒場孝（ミルクボーイ）                                                                           | 河野良祐（令和喜多みな実） | 善し（COWCOW）、ヤナギブソン（ザ・プラン9）、チャド・マレーン（チャド・マレーン）、内海崇（ミルクボーイ）                             |                    |
| 102    | 4月21日  | メインゲストトーク                                  | 木本武宏（TKO） | 西田幸治（笑い飯）         | 濱口優（よゐこ）、安田大サーカス、なすなかにし                                                                                        |                    |
| 103    | 4月28日  | メインゲストトーク                                  | なし | トキ（藤崎マーケット）     | 原西孝幸（FUJIWARA）、加藤歩（ザブングル）、駒場孝（ミルクボーイ）、八木真澄（サバンナ）                                              |                    |
| 104    | 5月5日   | メインゲストトーク                                  | すっちー | 河野良祐（令和喜多みな実） | 間寛平、酒井藍、岡田直子、伊丹祐貴 |                    |
| 105    | 5月12日  | メインゲストトーク                                  | もう中学生 | 河野良祐（令和喜多みな実） | ZAZY、バイク川崎バイク、西野創人（コロコロチキチキペッパーズ）、檜原洋平（ママタルト）                                                |                    |
| 106    | 5月19日  | メインゲストトーク                                  | なし | トキ（藤崎マーケット）     | 黒田有（メッセンジャー）、庄司智春（品川庄司）、空道太郎（ラフ次元）、さすけ（滝音）                                                  |                    |
| 107    | 5月26日  | メインゲストトーク                                  | なし | 河野良祐（令和喜多みな実） | ナジャ・グランディーバ、ミッツ・マングローブ、ダイアナ・エクストラバカンザ、フェミニーナ                                              |                    |
| 108    | 6月2日   | メインゲストトーク                                  | なし | 西田幸治（笑い飯）         | たむらけんじ、田崎佑一（藤崎マーケット）、福井俊太郎（GAG）                                                                           |                    |
| 109    | 6月9日   | メインゲストトーク                                  | 哲夫（笑い飯） | 西田幸治（笑い飯）         | 宇治原史規（ロザン）、梅村賢太郎（ラフ次元）、みながわ（ネイビーズアフロ）、草山公汰（たらちね）                                      |                    |
| 110    | 6月16日  | メインゲストトーク                                  | | 木崎太郎（祇園）           | スギちゃん、銀シャリ、田渕章裕（インディアンス）                                                                                      |                    |
| 111    | 6月23日  | メインゲストトーク                                  | | 河野良祐（令和喜多みな実） | 岩部彰（ミサイルマン）&ユースケ（ダイアン）、稲田直樹（アインシュタイン）&木崎太郎（祇園）、西田幸治（笑い飯）&迫田篤（デルマパンゲ） |                    |
| 112    | 6月30日  | メインゲストトーク                                  | 津田篤宏（ダイアン）                                                                                                 | 木崎太郎（祇園）           | 西田幸治（笑い飯）、トキ（藤崎マーケット）、河野良祐（令和喜多みな実）                                                                |                    |
| 113    | 7月7日   | メインゲストトーク                                  | | トキ（藤崎マーケット）     | モンスターエンジン、スマイル、ギャロップ                                                                                              |                    |
| 114    | 7月21日  | メインゲストトーク                                  | | トキ（藤崎マーケット）     | お〜い!久馬（ザ・プラン9）、岩崎う大（かもめんたる）、野村尚平（令和喜多みな実）                                                      |                    |
| 115    | 7月28日  | メインゲストトーク                                  | | 西田幸治（笑い飯）         | ナイツ、ダイアン |                    |
| 116    | 8月4日   | メインゲストトーク                                  | | 河野良祐（令和喜多みな実） | なすなかにし、ミキ、ダイタク |                    |
| 117    | 8月11日  | 人気芸人の裏事情SP                                  | 人気芸人の裏事情SP                                                                                                   | 人気芸人の裏事情SP         | 人気芸人の裏事情SP | 人気芸人の裏事情SP |
| 118    | 8月18日  | メインゲストトーク                                  | GAG、ゆにばーす | 河野良祐（令和喜多みな実） | 銀シャリ、ミルクボーイ、ライス |                    |
| 119    | 8月25日  | メインゲストトーク                                  | | 河野良祐（令和喜多みな実） | 永野、祇園 |                    |
| 119    | 8月25日  | ロケ企画                                            | すゑひろがりず | 西田幸治（笑い飯）         | |                    |
| 120    | 9月1日   | 芸能界㊙事件簿SP                                    | 芸能界㊙事件簿SP | 芸能界㊙事件簿SP           | 芸能界㊙事件簿SP | 芸能界㊙事件簿SP   |
| 121    | 9月8日   | メインゲストトーク                                  | | トキ（藤崎マーケット）     | 竹若元博（バッファロー吾郎）、爆ノ介（ザ・プラン9）                                                                                   |                    |
| 121    | 9月8日   | ロケ企画                                            | 今井らいぱち | トキ（藤崎マーケット）     | |                    |
| 122    | 9月15日  | マネールール                                        | みちお（トム・ブラウン）、菊田竜大（ハナコ）、和泉杏（ハルカラ）                                                     | トキ（藤崎マーケット）     | 品川祐（品川庄司） |                    |
| 122    | 9月15日  | マブダチ旅                                          | 稲田直樹（アインシュタイン）、木崎太郎（祇園）                                                                       | トキ（藤崎マーケット）     | 品川祐（品川庄司） |                    |
| 123    | 9月22日  | 真剣密着                                            | 本坊元児（ソラシド）                                                                                                 | 河野良祐（令和喜多みな実） | 哲夫（笑い飯） |                    |
| 123    | 9月22日  | マブダチ旅                                          | ユースケ（ダイアン）、岩部彰（ミサイルマン）                                                                         | 河野良祐（令和喜多みな実） | 哲夫（笑い飯） |                    |
| 124    | 9月29日  | マネールール                                        | 佐田正樹（バッドボーイズ）、Mr.シャチホコ、みはる                                                                    | トキ（藤崎マーケット）     | 藤本敏史（FUJIWARA）、八木真澄（サバンナ）                                                                                            |                    |
| 124    | 9月29日  | マブダチ旅                                          | 西田幸治（笑い飯）、迫田篤（デルマパンゲ）                                                                           | トキ（藤崎マーケット）     | 藤本敏史（FUJIWARA）、八木真澄（サバンナ）                                                                                            |                    |
| 125    | 10月6日  | いたって真剣オフタイム                              | 兎（ロングコートダディ）、ナダル（コロコロチキチキペッパーズ）、瀬戸洋祐（スマイル）                                 | 河野良祐（令和喜多みな実） | ダイアン |                    |
| 126    | 10月13日 | 永野のロケ企画                                      | 永野、木村祐一 | 木崎太郎（祇園）           | ニッポンの社長 |                    |
| 126    | 10月13日 | 別にええねんけど旅                                  | 多田健二（COWCOW）、佐久間一行                                                                                       | 木崎太郎（祇園）           | ニッポンの社長 |                    |
| 127    | 10月20日 | 真剣密着                                            | ほんこん（130R）、コカドケンタロウ（ロッチ）、森脇健児、河野良祐（令和喜多みな実）                                   | 河野良祐（令和喜多みな実） | なすなかにし |                    |
| 128    | 10月27日 | 真剣!趣味の世界                                     | レイザーラモンHG、おたけ（ジャングルポケット）                                                                       | 河野良祐（令和喜多みな実） | ナジャ・グランディーバ、駒場孝（ミルクボーイ）                                                                                        |                    |
| 128    | 10月27日 | アインシュタイン河井のカッコイイ宣材写真を撮りたい! | 河井ゆずる（アインシュタイン）、トキ（藤崎マーケット）                                                               | 河野良祐（令和喜多みな実） | ナジャ・グランディーバ、駒場孝（ミルクボーイ）                                                                                        |                    |
| 129    | 11月3日  | 真剣密着                                            | 黒田有（メッセンジャー）、山名文和（アキナ）                                                                         | 木崎太郎（祇園）           | くっきー!（野性爆弾）、恋さん（シャンプーハット）                                                                                     |                    |
| 129    | 11月3日  | マブダチ旅                                          | バイク川崎バイク、森田哲矢（さらば青春の光）                                                                         | 木崎太郎（祇園）           | くっきー!（野性爆弾）、恋さん（シャンプーハット）                                                                                     |                    |
| 130    | 11月10日 | 独身トリオ幸せ料理修業                              | 藤本敏史（FUJIWARA）、久保田かずのぶ（とろサーモン）、林健（ギャロップ）                                             | 河野良祐（令和喜多みな実） | 庄司智春（品川庄司）、ZAZY |                    |
| 130    | 11月10日 | マブダチ旅                                          | 品川祐（品川庄司）、狩野英孝                                                                                         | 河野良祐（令和喜多みな実） | 庄司智春（品川庄司）、ZAZY |                    |
| 131    | 11月17日 | 片付け企画                                          | 熊元プロレス（紅しょうが）、真輝志                                                                                   | 河野良祐（令和喜多みな実） | 庄司智春（品川庄司）、杉本青空（からし蓮根）                                                                                          |                    |
| 131    | 11月17日 | マブダチ旅                                          | 品川祐（品川庄司）、狩野英孝                                                                                         | 河野良祐（令和喜多みな実） | 庄司智春（品川庄司）、杉本青空（からし蓮根）                                                                                          |                    |
| 132    | 11月24日 | 100日後に家を買う河野                               | 河野良祐（令和喜多みな実）、浅越ゴエ（ザ・プラン9）                                                                  | 河野良祐（令和喜多みな実） | すゑひろがりず |                    |
| 132    | 11月24日 | 東海道五十三次ドライブ                              | すゑひろがりず | 河野良祐（令和喜多みな実） | すゑひろがりず |                    |
| 133    | 12月1日  | 真剣検証                                            | 原西孝幸（FUJIWARA）、八木真澄（サバンナ）                                                                           | 木崎太郎（祇園）           | レイザーラモンRG、永野 |                    |
| 133    | 12月1日  | 真剣密着                                            | ほんこん（130R）、コカドケンタロウ（ロッチ）                                                                         | 木崎太郎（祇園）           | レイザーラモンRG、永野 |                    |
| 134    | 12月8日  | 真剣密着                                            | 村田秀亮（とろサーモン）、じゅんいちダビッドソン                                                                     | 河野良祐（令和喜多みな実） | 村田秀亮（とろサーモン）、八木真澄（サバンナ）                                                                                        |                    |
| 134    | 12月8日  | 八木の私生活                                        | サバンナ、河野良祐（令和喜多みな実）                                                                                 | 河野良祐（令和喜多みな実） | 村田秀亮（とろサーモン）、八木真澄（サバンナ）                                                                                        |                    |
| 135    | 12月15日 | メインゲストトーク                                  | ケンドーコバヤシ、宮川大輔、成田昭次・岡本健一（男闘呼組）                                                           | トキ（藤崎マーケット）     | 前田耕陽・高橋和也（男闘呼組） |                    |
| 136    | 12月22日 | 田村のやすとも代行旅 韓国編                         | 田村裕（麒麟） | 木崎太郎（祇園）           | 田崎佑一（藤崎マーケット）、大村ジーニアス（BPM128）                                                                                  |                    |

| 2023年 | 2023年   | 2023年                                     | 2023年 | 2023年                                | 2023年                                | 2023年                                |
| #      | 放送日   | コーナー                                   | コーナーVTR出演者 | 真剣ファミリー                        | メインゲスト                          | 備考                                  |
| ------ | -------- | ------------------------------------------ | --- | ------------------------------------- | ------------------------------------- | ------------------------------------- |
| 137    | 1月5日   | 芸人たちの真剣お悩み&こだわり大公開SP      | 芸人たちの真剣お悩み&こだわり大公開SP | 芸人たちの真剣お悩み&こだわり大公開SP | 芸人たちの真剣お悩み&こだわり大公開SP | 芸人たちの真剣お悩み&こだわり大公開SP |
| 138    | 1月12日  | 真剣ランチトーク                           | オール巨人（オール阪神・巨人）、周平魂（ツートライブ） | トキ（藤崎マーケット）                | Aマッソ                               |                                       |
| 138    | 1月12日  | 真剣DIY!                                   | 爆ノ介（ザ・プラン9）、市川義ー（女と男）、トキ（藤崎マーケット） | トキ（藤崎マーケット）                | Aマッソ                               |                                       |
| 139    | 1月19日  | 独身芸人の激ウマ料理修業!                  | 藤本敏史（FUJIWARA）、久保田かずのぶ（とろサーモン）、林健（ギャロップ） | 西田幸治（笑い飯）                    | FUJIWARA                              |                                       |
| 139    | 1月19日  | 芸人のご自宅おもてなしメシ!                | みちお（トム・ブラウン）、西田幸治（笑い飯） | 西田幸治（笑い飯）                    | FUJIWARA                              |                                       |
| 140    | 1月26日  | 100日後に家を買う河野                      | 河野良祐（令和喜多みな実）、浅越ゴエ（ザ・プラン9） | 河野良祐（令和喜多みな実）            | モグライダー                          |                                       |
| 140    | 1月26日  | 夢を叶えたい!                              | 鰻和弘（銀シャリ） | 河野良祐（令和喜多みな実）            | モグライダー                          |                                       |
| 141    | 2月2日   | 永野の有馬温泉ツウになりたい!              | 永野、月亭八光 | 河野良祐（令和喜多みな実）            | 飯尾和樹（ずん）                      |                                       |
| 141    | 2月2日   | ダイアン津田の充実おうち時間               | 津田篤宏（ダイアン）、市川義ー（女と男）、ツートライブ、稲田美紀（紅しょうが） | 河野良祐（令和喜多みな実）            | 飯尾和樹（ずん）                      |                                       |
| 142    | 2月9日   | 冬のキャンプの魁力                         | 村田秀亮（とろサーモン）、しずちゃん（南海キャンディーズ） | 木崎太郎（祇園）                      | なすなかにし                          |                                       |
| 142    | 2月9日   | 祇園木崎 イリュージョニストヘの道          | 木崎太郎（祇園） | 木崎太郎（祇園）                      | なすなかにし                          |                                       |
| 143    | 2月16日  | 朝活編                                     | 山名文和（アキナ）、ウ―イェイよしたか（スマイル） | 木崎太郎（祇園）                      | スマイル                              |                                       |
| 143    | 2月16日  | タップダンサーへの道                       | 瀬戸洋祐（スマイル）、さや香 | 木崎太郎（祇園）                      | スマイル                              |                                       |
| 144    | 2月23日  | オシャレDIY                                | トキ（藤崎マーケット）、爆ノ介（ザ・プラン9）、山田健人（ラニーノーズ） | 西田幸治（笑い飯）                    | くっきー!（野性爆弾）                 |                                       |
| 144    | 2月23日  | 家から100歩でいける絶景                    | 藤崎マーケット | 西田幸治（笑い飯）                    | くっきー!（野性爆弾）                 |                                       |
| 145    | 3月2日   | 100日後に家を買う河野                      | 河野良祐（令和喜多みな実）、浅越ゴエ（ザ・プラン9） | 河野良祐（令和喜多みな実）            | すゑひろがりず                        |                                       |
| 145    | 3月2日   | 真剣密着                                   | 久保田かずのぶ（とろサーモン）、渚（尼神インター） | 河野良祐（令和喜多みな実）            | すゑひろがりず                        |                                       |
| 146    | 3月9日   | 劇場合間メシ                               | 西川のりお（西川のりお・上方よしお）、鰻和弘（銀シャリ） | トキ（藤崎マーケット）                | ミルクボーイ                          |                                       |
| 146    | 3月9日   | 天竺鼠川原の最新家電を買いたい             | 川原克己（天竺鼠）、瀬戸洋祐（スマイル） | トキ（藤崎マーケット）                | ミルクボーイ                          |                                       |
| 147    | 3月16日  | 東京進出芸人が大阪最後に食べたい思い出の味 | ニッポンの社長、紅しょうが | トキ（藤崎マーケット）                | スリムクラブ                          |                                       |
| 147    | 3月16日  | すゑひろがりずの世界の人を笑わせたい       | すゑひろがりず | トキ（藤崎マーケット）                | スリムクラブ                          |                                       |
| 148    | 3月23日  | ミルクボーイの「枠な大人になりたい」       | ミルクボーイ | 河野良祐（令和喜多みな実）            | ミルクボーイ                          |                                       |
| 148    | 3月23日  | 芸人の劇場合間メシ                         | 哲夫（笑い飯）、新山（さや香） | 河野良祐（令和喜多みな実）            | ミルクボーイ                          |                                       |
| 149    | 3月30日  | 家から100歩でお気軽絶景                    | 藤崎マーケット | 河野良祐（令和喜多みな実）            | COWCOW                                |                                       |
| 149    | 3月30日  | 青春18きっぷで巡る                         | ドーナツ・ピーナツ | 河野良祐（令和喜多みな実）            | COWCOW                                |                                       |
| 150    | 4月6日   | 100日後に家を買う河野 延長戦               | 河野良祐（令和喜多みな実）、浅越ゴエ（ザ・プラン9） | 河野良祐（令和喜多みな実）            | レイザーラモン                        |                                       |
| 150    | 4月6日   | DIY企画                                    | 爆ノ介（ザ・プラン9）、市川義ー（女と男） | 河野良祐（令和喜多みな実）            | レイザーラモン                        |                                       |
| 151    | 4月13日  | 京都ツウ!キム兄が教える春の京都            | 木村祐一、田村裕（麒麟） | トキ（藤崎マーケット）                | ビスケットブラザーズ                  |                                       |
| 151    | 4月13日  | 真剣密着                                   | 田渕章裕（インディアンス）、大（ダイタク）、しんちゃん（大自然） | トキ（藤崎マーケット）                | ビスケットブラザーズ                  |                                       |
| 152    | 4月20日  | 劇場合間メシ                               | オール阪神（オール阪神・巨人）、津田篤宏（ダイアン） | 河野良祐（令和喜多みな実）            | あいはら雅一（メッセンジャー）        |                                       |
| 152    | 4月20日  | ミルクボーイの絶品ドライブランチ!          | ミルクボーイ、河野良祐（令和喜多みな実） | 河野良祐（令和喜多みな実）            | あいはら雅一（メッセンジャー）        |                                       |
| 153    | 4月27日  | キャンプSP                                 | 村田秀亮（とろサーモン）、ユースケ（ダイアン）、たけだバーベキュー、品川祐（品川庄司） | 西田幸治（笑い飯）                    | プラス・マイナス                      |                                       |
| 154    | 5月4日   | 日帰りプチ旅行!電車で行くご当地グルメ      | ドーナツ・ピーナツ | 木崎太郎（祇園）                      | コロコロチキチキペッパーズ、ZAZY      |                                       |
| 154    | 5月4日   | 祇園木崎パントマイムに挑戦                 | 木崎太郎（祇園）、が〜まるちょば | 木崎太郎（祇園）                      | コロコロチキチキペッパーズ、ZAZY      |                                       |
| 155    | 5月11日  | ミルクボーイの枠な大人になりたい           | ミルクボーイ、シルク | 木崎太郎（祇園）                      | 黒田有（メッセンジャー）              |                                       |
| 155    | 5月11日  | 真剣密着                                   | 瀬戸洋祐（スマイル）、山名文和（アキナ） | 木崎太郎（祇園）                      | 黒田有（メッセンジャー）              |                                       |
| 156    | 5月18日  | 芸人の劇場合間メシ                         | あいはら雅一（メッセンジャー）、永見大吾（カベポスター） | 河野良祐（令和喜多みな実）            | くっきー!（野性爆弾）                 |                                       |
| 156    | 5月18日  | 東海道五十三次ドライブ旅                   | すゑひろがりず | 河野良祐（令和喜多みな実）            | くっきー!（野性爆弾）                 |                                       |
| 157    | 5月25日  | 芸人の劇場合間メシ                         | 兵動大樹（矢野・兵動）、男性ブランコ | 河野良祐（令和喜多みな実）            | テンダラー                            |                                       |
| 157    | 5月25日  | 東海道五十三次ドライブ旅                   | すゑひろがりず | 河野良祐（令和喜多みな実）            | テンダラー                            |                                       |
| 158    | 6月1日   | ダイアン津田の新居探し                     | 津田篤宏（ダイアン）、浅越ゴエ（ザ・プラン9） | 河野良祐（令和喜多みな実）            | スマイル                              |                                       |
| 158    | 6月1日   | ミルクボーイの枠な大人になりたい           | ミルクボーイ | 河野良祐（令和喜多みな実）            | スマイル                              |                                       |
| 159    | 6月8日   | ダイアン津田の自宅DIY                      | 津田篤宏（ダイアン）、爆ノ介（ザ・プラン9） | 西田幸治（笑い飯）                    | ロザン                                |                                       |
| 159    | 6月8日   | プラス・マイナスの特技が欲しい!            | プラス・マイナス、原口あきまさ | 西田幸治（笑い飯）                    | ロザン                                |                                       |
| 160    | 6月15日  | ミルクボーイの枠な大人になりたい           | ミルクボーイ | 河野良祐（令和喜多みな実）            | ミルクボーイ                          |                                       |
| 160    | 6月15日  | 家から100歩でいける絶景                    | 藤崎マーケット | 河野良祐（令和喜多みな実）            | ミルクボーイ                          |                                       |
| 161    | 6月22日  | 劇場合間メシ                               | トシ（タカアンドトシ）、屋敷裕政（ニューヨーク） | トキ（藤崎マーケット）                | 飯尾和樹（ずん）                      |                                       |
| 161    | 6月22日  | スマイル瀬戸 ヨーヨー世界大会への道        | スマイル、河野良祐（令和喜多みな実） | トキ（藤崎マーケット）                | 飯尾和樹（ずん）                      |                                       |
| 162    | 6月29日  | 劇場合間メシ                               | タカ（タカアンドトシ）、嶋佐和也（ニューヨーク） | トキ（藤崎マーケット）                | ダイアン                              |                                       |
| 162    | 6月29日  | 関東芸人を関西芸人がおもてなし             | あいはら雅一（メッセンジャー）、飯尾和樹（ずん） | トキ（藤崎マーケット）                | ダイアン                              |                                       |
| 163    | 7月6日   | 100日後に家を買う河野                      | 河野良祐（令和喜多みな実）、浅越ゴエ（ザ・プラン9） | 河野良祐（令和喜多みな実）            | アキ、吉田裕                          |                                       |
| 163    | 7月6日   | 劇場合間メシ                               | 島田珠代、岡田直子 | 河野良祐（令和喜多みな実）            | アキ、吉田裕                          |                                       |
| 164    | 7月13日  | 麒麟田村のやすとも代行旅 タイ編            | 田村裕（麒麟）、桜 稲垣早希 | 河野良祐（令和喜多みな実）            | なすなかにし                          |                                       |
| 165    | 7月27日  | 劇場合間メシ                               | 伊藤俊介（オズワルド）、水川かたまり（空気階段） | 西田幸治（笑い飯）                    | ギャロップ                            |                                       |
| 165    | 7月27日  | ダイアン津田の「そばを打ちたい!」          | 津田篤宏（ダイアン）、市川義ー（女と男）、ウーイェイよしたか（スマイル） | 西田幸治（笑い飯）                    | ギャロップ                            |                                       |
| 166    | 8月3日   | 京都ツウが教える!枠な夏の京都              | 木村祐一、藤崎マーケット | 西田幸治（笑い飯）                    | 兵動大樹（矢野・兵動）                |                                       |
| 166    | 8月3日   | 劇場合間メシ                               | 月亭八方、月亭方正 | 西田幸治（笑い飯）                    | 兵動大樹（矢野・兵動）                |                                       |
| 167    | 8月10日  | 真剣トーク傑作選                           | 真剣トーク傑作選 | 真剣トーク傑作選                      | 真剣トーク傑作選                      | 真剣トーク傑作選                      |
| 168    | 8月24日  | ミルクボーイの枠な大人になりたい           | ミルクボーイ | 河野良祐（令和喜多みな実）            | ビスケットブラザーズ                  |                                       |
| 168    | 8月24日  | ロケ達人なすなかにしのやりたいロケ         | なすなかにし | 河野良祐（令和喜多みな実）            | ビスケットブラザーズ                  |                                       |
| 169    | 8月31日  | メインゲストトーク                         | | 河野良祐（令和喜多みな実）            | 博多華丸・大吉                        |                                       |
| 170    | 9月7日   | メインゲストトーク                         | 東野幸治、川島明（麒麟）、原口あきまさ | 河野良祐（令和喜多みな実）            | 博多華丸・大吉                        |                                       |
| 171    | 9月21日  | おすすめキャンプSP                         | 村田秀亮（とろサーモン）、イワクラ（蛙亭）、たけだバーベキュー | トキ（藤崎マーケット）                | からし蓮根                            |                                       |
| 171    | 9月21日  | 劇場合間メシ                               | 村上ショージ、林健（ギャロップ） | トキ（藤崎マーケット）                | からし蓮根                            |                                       |
| 172    | 9月28日  | 劇場合間メシ                               | 小杉竜一（ブラックマヨネーズ）、毛利大亮（ギャロップ） | 河野良祐（令和喜多みな実）            | 駒場孝（ミルクボーイ）                |                                       |
| 172    | 9月28日  | サバンナ八木の新居をDIY                    | 八木真澄（サバンナ）、爆ノ介（ザ・プラン9） | 河野良祐（令和喜多みな実）            | 駒場孝（ミルクボーイ）                |                                       |
| 173    | 10月5日  | ミルクボーイの枠な大人になりたい           | ミルクボーイ | 木崎太郎（祇園）                      | さや香                                |                                       |
| 173    | 10月5日  | やすともの黒白歌合戦に密着                 | 木崎太郎（祇園）、洲崎貴郁（ラニーノーズ）、ヤジマリー。（スカチャン）、西森洋一（モンスターエンジン）、和田友徳（ヘッドライト）、ヒューマン中村、市川義ー（女と男）、水本健一（span!）、花谷豊（マイスイートメモリーズ）、梅村賢太郎（ラフ次元） | 木崎太郎（祇園）                      | さや香                                |                                       |
| 174    | 10月12日 | 劇場合間メシ                               | 徳井義実（チュートリアル）、ユースケ（ダイアン） | トキ（藤崎マーケット）                | 哲夫（笑い飯）                        |                                       |
| 174    | 10月12日 | スマイル瀬戸 ヨーヨー世界大会に挑む        | 瀬戸洋祐（スマイル） | トキ（藤崎マーケット）                | 哲夫（笑い飯）                        |                                       |
| 175    | 10月19日 | ダイアン津田ゴイゴイスー御殿を買う!        | 津田篤宏（ダイアン）、浅越ゴエ（ザ・プラン9） | トキ（藤崎マーケット）                | 天才ピアニスト                        |                                       |
| 175    | 10月19日 | 美容に目覚めたい!                          | ビスケットブラザーズ | トキ（藤崎マーケット）                | 天才ピアニスト                        |                                       |
| 176    | 10月26日 | 100日後に家を買う田崎                      | 田崎佑一（藤崎マーケット）、浅越ゴエ（ザ・プラン9） | 西田幸治（笑い飯）                    | チュートリアル                        |                                       |
| 176    | 10月26日 | 東海道五十三次ドライブ旅                   | すゑひろがりず | 西田幸治（笑い飯）                    | チュートリアル                        |                                       |
| 177    | 11月2日  | 天才ピアニストますみの真剣!車探し          | 天才ピアニスト、浅越ゴエ（ザ・プラン9）、矢野勝也（矢野・兵動） | 木崎太郎（祇園）                      | ニューヨーク                          |                                       |
| 177    | 11月2日  | 東海道五十三次ドライブ旅                   | すゑひろがりず | 木崎太郎（祇園）                      | ニューヨーク                          |                                       |
| 178    | 11月9日  | 劇場合間メシ                               | 上方よしお（西川のりお・上方よしお）、昴生（ミキ） | 木崎太郎（祇園）                      | 銀シャリ                              |                                       |
| 178    | 11月9日  | ご当地グルメ旅                             | ドーナツ・ピーナツ | 木崎太郎（祇園）                      | 銀シャリ                              |                                       |
| 179    | 11月16日 | キャンプ企画                               | 村田秀亮（とろサーモン）、今井らいぱち、たけだバーベキュー | 河野良祐（令和喜多みな実）            | 矢野・兵動                            |                                       |
| 179    | 11月16日 | すゑひろがりずディレクター真剣密着!        | すゑひろがりず | 河野良祐（令和喜多みな実）            | 矢野・兵動                            |                                       |
| 180    | 11月23日 | メインゲストトーク                         | 小杉竜一（ブラックマヨネーズ）、ミルクボーイ | 河野良祐（令和喜多みな実）            | 中川家                                |                                       |
| 181    | 11月30日 | メインゲストトーク                         | 小杉竜一（ブラックマヨネーズ）、ニューヨーク、さや香、天才ピアニスト、兵動大樹（矢野・兵動） | 河野良祐（令和喜多みな実）            | 中川家                                |                                       |
| 182    | 12月7日  | 木村祐一が教える秋の京都                   | 木村祐一、西田幸治（笑い飯） | 木崎太郎（祇園）                      | 宮川大輔                              |                                       |
| 182    | 12月7日  | 芸人がやりたいことに挑戦                   | 兵動大樹（矢野・兵動） | 木崎太郎（祇園）                      | 宮川大輔                              |                                       |
| 183    | 12月14日 | ミルクボーイの枠な大人になりたい           | ミルクボーイ | 木崎太郎（祇園）                      | モンスターエンジン                    |                                       |
| 183    | 12月14日 | 真剣DIY                                    | 爆ノ介（ザ・プラン9）、洲崎貴郁（ラニーノーズ） | 木崎太郎（祇園）                      | モンスターエンジン                    |                                       |
| 184    | 12月20日 | ロバート馬場の真剣!お助けシェフ            | 馬場裕之（ロバート）、ヤナギブソン（ザ・プラン9）、河野良祐（令和喜多みな実） | 西田幸治（笑い飯）                    | すゑひろがりず                        |                                       |
| 184    | 12月20日 | 劇場合間メシ                               | 兼光タカシ（プラス・マイナス）、野田クリスタル（マヂカルラブリー） | 西田幸治（笑い飯）                    | すゑひろがりず                        |                                       |

| 2024年 | 2024年   | 2024年                                              | 2024年 | 2024年                                            | 2024年                                                 | 2024年                                            |
| #      | 放送日   | コーナー                                            | コーナーVTR出演者 | 真剣ファミリー                                    | ゲスト                                                 | 備考                                              |
| ------ | -------- | --------------------------------------------------- | --- | ------------------------------------------------- | ------------------------------------------------------ | ------------------------------------------------- |
| 185    | 1月4日   | 100日後に家を買う田崎                               | 田崎佑一（藤崎マーケット）、浅越ゴエ（ザ・プラン9） | 毛利大亮（ギャロップ）                            | カベポスター                                           |                                                   |
| 185    | 1月4日   | ギャロップ林のチャーハン修業                        | 林健（ギャロップ） | 毛利大亮（ギャロップ）                            | カベポスター                                           |                                                   |
| 186    | 1月11日  | ミルクボーイの枠な大人になりたい                    | ミルクボーイ | トキ（藤崎マーケット）                            | 田村裕（麒麟）、村田秀亮（とろサーモン）               |                                                   |
| 186    | 1月11日  | 明るくなったギャロップ林                            | 林健（ギャロップ）、藤崎マーケット | トキ（藤崎マーケット）                            | 田村裕（麒麟）、村田秀亮（とろサーモン）               |                                                   |
| 187    | 1月18日  | ポールペン字がうまくなりたい                        | 屋敷裕政（ニューヨーク）、バイク川崎バイク | 河野良祐（令和喜多みな実）                        | くっきー!（野性爆弾）                                  |                                                   |
| 187    | 1月18日  | 母国の味を超えるグルメ                              | すゑひろがりず | 河野良祐（令和喜多みな実）                        | くっきー!（野性爆弾）                                  |                                                   |
| 188    | 1月25日  | 100日後に買う田崎                                   | 田崎佑一（藤崎マーケット）、浅越ゴエ（ザ・プラン9） | トキ（藤崎マーケット）                            | ギャロップ                                             |                                                   |
| 188    | 1月25日  | ギャロップ100万円でスーツを買う                     | ギャロップ、浜本広晃（テンダラー）、浅越ゴエ（ザ・プラン9）、西川のりお（西川のりお・上方よしお） | トキ（藤崎マーケット）                            | ギャロップ                                             |                                                   |
| 189    | 2月1日   | 未公開トークSP                                      | 未公開トークSP | 未公開トークSP                                    | 未公開トークSP                                         | 未公開トークSP                                    |
| 190    | 2月8日   | 劇場合間メシ                                        | 石田明（NON STYLE）、永見大吾（カベポスター） | トキ（藤崎マーケット）                            | さや香                                                 |                                                   |
| 190    | 2月8日   | すゑひろがりず南條の車買いたい!!                    | すゑひろがりず | トキ（藤崎マーケット）                            | さや香                                                 |                                                   |
| 191    | 2月15日  | キャンピングカー旅                                  | 村田秀亮（とろサーモン）、毛利大亮（ギャロップ） | トキ（藤崎マーケット）                            | 鬼越トマホーク                                         |                                                   |
| 191    | 2月15日  | 麒麟田村とサバンナ八木の幸せ夫婦の円満ルール        | 八木真澄（サバンナ）、田村裕（麒麟）、ウーイェイよしたか（スマイル） | トキ（藤崎マーケット）                            | 鬼越トマホーク                                         |                                                   |
| 192    | 2月22日  | 100日後に家を買う田崎 ファイナル                    | 藤崎マーケット、浅越ゴエ（ザ・プラン9） | 毛利大亮（ギャロップ）                            | モンスターエンジン                                     |                                                   |
| 192    | 2月22日  | 劇場合間メシ                                        | 前田勝（ティーアップ）、徳井義実（チュートリアル） | 毛利大亮（ギャロップ）                            | モンスターエンジン                                     |                                                   |
| 193    | 2月29日  | 最新のキッチンを買いたい!                           | あいはら（メッセンジャー）、月亭八光 | 毛利大亮（ギャロップ）                            | 浅越ゴエ（ザ・プラン9）                                |                                                   |
| 193    | 2月29日  | シルクの1週間 〜冬編〜                              | シルク | 毛利大亮（ギャロップ）                            | 浅越ゴエ（ザ・プラン9）                                |                                                   |
| 194    | 3月6日   | 家から100歩で行ける絶景                             | 藤崎マーケット | 河野良祐（令和喜多みな実）                        | サルゴリラ                                             |                                                   |
| 194    | 3月6日   | 兵動大樹 フルマラソンに挑戦                         | 兵動大樹（矢野・兵動） | 河野良祐（令和喜多みな実）                        | サルゴリラ                                             |                                                   |
| 195    | 3月13日  | 芸人宅を真剣DIY!                                    | 爆ノ介（ザ・プラン9）、タグ（ダブルアート） | 河野良祐（令和喜多みな実）                        | サバンナ                                               |                                                   |
| 195    | 3月13日  | さや香石井バク宙できるようになりたい!               | 石井（さや香） | 河野良祐（令和喜多みな実）                        | サバンナ                                               |                                                   |
| 196    | 3月21日  | ミルクボーイの枠な大人になりたい                    | ミルクボーイ | 西田幸治（笑い飯）                                | 林健（ギャロップ）                                     |                                                   |
| 196    | 3月21日  | 真剣リサーチ!やすよ思い出の味探し                   | | 西田幸治（笑い飯）                                | 林健（ギャロップ）                                     |                                                   |
| 197    | 3月28日  | 笑い飯西田50歳大人の扉を開きたい!                   | 西田幸治（笑い飯）、河野良祐（令和喜多みな実） | 河野良祐（令和喜多みな実）                        | コロコロチキチキペッパーズ                             |                                                   |
| 197    | 3月28日  | 夫婦の円満ル一ル                                    | 八木真澄（サバンナ）、田村裕（麒麟）、清水啓之、森田まりこ | 河野良祐（令和喜多みな実）                        | コロコロチキチキペッパーズ                             |                                                   |
| 198    | 4月4日   | 上京前に食べたい大阪思い出の味                      | さや香、大東翔生（ダブルヒガシ）、山下ギャンブルゴリラ（豪快キャプテン）、安場泰介（丸亀じゃんご）、リリー（見取り図） | 木崎太郎（祇園）                                  | オズワルド                                             |                                                   |
| 199    | 4月11日  | 上京前に食べたい思い出の味                          | ビスケットブラザーズ、谷口理（フースーヤ）、今井らいぱち | 木崎太郎（祇園）                                  | ダブルヒガシ                                           |                                                   |
| 199    | 4月11日  | 兵動大樹フルマラソンに挑戦                          | 兵動大樹（矢野・兵動） | 木崎太郎（祇園）                                  | ダブルヒガシ                                           |                                                   |
| 200    | 4月18日  | ミルクボーイの枠な大人になりたい                    | ミルクボーイ | 西田幸治（笑い飯）                                | 石田明（NON STYLE）                                    |                                                   |
| 200    | 4月18日  | 劇場合間メシ                                        | 大木こだま（大木こだま・ひびき）、大林健二（モンスターエンジン） | 西田幸治（笑い飯）                                | 石田明（NON STYLE）                                    |                                                   |
| 201    | 4月25日  | 京都ツウが教える!GWに出かけたい枠な京都             | 木村祐一、宮川大輔 | トキ（藤崎マーケット）                            | チュートリアル                                         |                                                   |
| 201    | 4月25日  | 東海道五十三次ドライブ旅                            | すゑひろがりず | トキ（藤崎マーケット）                            | チュートリアル                                         |                                                   |
| 202    | 5月2日   | 家から100歩で絶景                                   | 藤崎マーケット | 木崎太郎（祇園）                                  | ビスケットブラザーズ                                   |                                                   |
| 202    | 5月2日   | 東海道五十三次ドライブ旅                            | すゑひろがりず | 木崎太郎（祇園）                                  | ビスケットブラザーズ                                   |                                                   |
| 203    | 5月9日   | 真剣!DIY                                            | タグ（ダブルアート）、爆ノ介（ザ・プラン9） | 周平魂（ツートライブ）                            | すゑひろがりず                                         |                                                   |
| 203    | 5月9日   | 劇場合間メシ                                        | 八木真澄（サバンナ）、おばたのお兄さん、くまだまさし | 周平魂（ツートライブ）                            | すゑひろがりず                                         |                                                   |
| 204    | 5月16日  | ツートライブのおもてなしドライブ                    | ツートライブ、鬼越トマホーク | トキ（藤崎マーケット）                            | 天才ピアニスト                                         |                                                   |
| 204    | 5月16日  | 大人の趣味探し                                      | 川原克己（天竺鼠）、イワクラ（蛙亭） | トキ（藤崎マーケット）                            | 天才ピアニスト                                         |                                                   |
| 205    | 5月23日  | いつかは家を買いたい田崎                            | 田崎佑一（藤崎マーケット）、浅越ゴエ（ザ・プラン9） | 周平魂（ツートライブ）                            | カベポスター                                           |                                                   |
| 205    | 5月23日  | 永野の本気のラッセンを見せたい!                     | 永野、忠犬立ハチ高 | 周平魂（ツートライブ）                            | カベポスター                                           |                                                   |
| 206    | 5月30日  | くっきー!の名店のごぼう料理を食べたい!              | くっきー!（野性爆弾）、田村裕（麒麟） | トキ（藤崎マーケット）                            | テンダラー                                             |                                                   |
| 206    | 5月30日  | ダブルヒガシのチキン南蛮を極めたい                  | ダブルヒガシ | トキ（藤崎マーケット）                            | テンダラー                                             |                                                   |
| 207    | 6月6日   | ミシュランシェフの簡単ズボラ飯                      | 西田幸治（笑い飯） | 木崎太郎（祇園）                                  | 永野                                                   |                                                   |
| 207    | 6月6日   | 木崎の「イルカに乗ってジャンプがしたい!」           | 木崎太郎（祇園） | 木崎太郎（祇園）                                  | 永野                                                   |                                                   |
| 208    | 6月13日  | ミルクボーイの枠な大人になりたい                    | ミルクボーイ | 周平魂（ツートライブ）                            | 水田信二、川原克己（天竺鼠）                           |                                                   |
| 208    | 6月13日  | カベポスター 大好物を振る舞いたい                   | カベポスター | 周平魂（ツートライブ）                            | 水田信二、川原克己（天竺鼠）                           |                                                   |
| 209    | 6月20日  | 長年愛されグルメを真剣リサーチ                      | ギャロップ | 木崎太郎（祇園）                                  | 銀シャリ                                               |                                                   |
| 209    | 6月20日  | サバンナ八木の夢を叶えたい!                         | 八木真澄（サバンナ）、爆ノ介（ザ・プラン9） | 木崎太郎（祇園）                                  | 銀シャリ                                               |                                                   |
| 210    | 6月27日  | ツートライブのおもてなしドライブ                    | ツートライブ、スリムクラブ | トキ（藤崎マーケット）                            | 鬼越トマホーク                                         |                                                   |
| 210    | 6月27日  | サバンナ八木の夢を叶えたい!                         | 八木真澄（サバンナ）、爆ノ介（ザ・プラン9） | トキ（藤崎マーケット）                            | 鬼越トマホーク                                         |                                                   |
| 211    | 7月4日   | メインゲストトーク                                  | 礼二（中川家） | トキ（藤崎マーケット）                            | 友近                                                   |                                                   |
| 212    | 7月11日  | 一流シェフの簡単ズボラ飯                            | 西田幸治（笑い飯） | トキ（藤崎マーケット）                            | ラフ次元                                               |                                                   |
| 212    | 7月11日  | 俺の最高の一品作りたいんや!                         | テンダラー | トキ（藤崎マーケット）                            | ラフ次元                                               |                                                   |
| 213    | 7月18日  | 笑い飯西田のはじめての扉を開けたい                  | 西田幸治（笑い飯）、迫田篤（デルマパンゲ） | 毛利大亮（ギャロップ）                            | 囲碁将棋                                               |                                                   |
| 213    | 7月18日  | ビスブラきんの逆上がりに挑戦!                       | ビスケットブラザーズ | 毛利大亮（ギャロップ）                            | 囲碁将棋                                               |                                                   |
| 214    | 7月25日  | いつかは家を買いたい                                | 田崎佑一（藤崎マーケット）、浅越ゴエ（ザ・プラン9） | トキ（藤崎マーケット）                            | オズワルド                                             |                                                   |
| 214    | 7月25日  | ダブルヒガシのチキン南蛮を極めたい                  | ダブルヒガシ | トキ（藤崎マーケット）                            | オズワルド                                             |                                                   |
| 215    | 8月1日   | ギャロップの20年前にタイムスリップ!長年愛されグルメ | ギャロップ | 西田幸治（笑い飯）                                | インディアンス                                         |                                                   |
| 215    | 8月1日   | 芸人シェアハウスをのぞき見                          | 村田秀亮（とろサーモン）、天津飯大郎（天津）、中村フー（ヘンダーソン） | 西田幸治（笑い飯）                                | インディアンス                                         |                                                   |
| 216    | 8月8日   | さや香石井の名店とうもろこし料理を食べたい!         | 石井（さや香）、安場泰介（丸亀じゃんご） | 毛利大亮（ギャロップ）                            | トレンディエンジェル                                   |                                                   |
| 216    | 8月8日   | ダブルアートタグのアクアリウムを作りたい!           | タグ（ダブルアート）、爆ノ介（ザ・プラン9） | 毛利大亮（ギャロップ）                            | トレンディエンジェル                                   |                                                   |
| 217    | 8月15日  | 姉さん聞いてください!芸人たちが真剣相談㊙トークSP   | 姉さん聞いてください!芸人たちが真剣相談㊙トークSP | 姉さん聞いてください!芸人たちが真剣相談㊙トークSP | 姉さん聞いてください!芸人たちが真剣相談㊙トークSP      | 姉さん聞いてください!芸人たちが真剣相談㊙トークSP |
| 218    | 8月22日  | ダイアン津田車を買いたい!                           | 津田篤宏（ダイアン）、西田幸治（笑い飯）、市川義一（女と男） | 木崎太郎（祇園）                                  | ダブルヒガシ                                           |                                                   |
| 218    | 8月22日  | 劇場合間メシ                                        | 南條庄助（すゑひろがりず）、楢原真樹（ヤーレンズ） | 木崎太郎（祇園）                                  | ダブルヒガシ                                           |                                                   |
| 219    | 8月29日  | ミルクボーイの枠は大人になりたい                    | ミルクボーイ | 河野良祐（令和喜多みな実）                        | くっきー!（野性爆弾）、田村裕（麒麟）                  |                                                   |
| 219    | 8月29日  | ダブルヒガシのチキン南蛮を極めたい!                 | ダブルヒガシ、久保田かずのぶ（とろサーモン） | 河野良祐（令和喜多みな実）                        | くっきー!（野性爆弾）、田村裕（麒麟）                  |                                                   |
| 220    | 9月5日   | ツートライブのおもてなしドライブ                    | ツートライブ、トレンディエンジェル | 周平魂（ツートライブ）                            | サルゴリラ                                             |                                                   |
| 220    | 9月5日   | コロチキ西野フィジーク大会への道                    | コロコロチキチキペッパーズ | 周平魂（ツートライブ）                            | サルゴリラ                                             |                                                   |
| 221    | 9月12日  | いつかは家を買いたい                                | 田崎佑一（藤崎マーケット）、浅越ゴエ（ザ・プラン9） | 西田幸治（笑い飯）                                | 恋さん（シャンプーハット）、徳井義実（チュートリアル） |                                                   |
| 221    | 9月12日  | 俺の最高の一品作りたいんや!!                        | テンダラー | 西田幸治（笑い飯）                                | 恋さん（シャンプーハット）、徳井義実（チュートリアル） |                                                   |
| 222    | 9月19日  | 簡単ズボラ飯!                                       | 西田幸治（笑い飯） | トキ（藤崎マーケット）                            | お〜い!久馬・浅越ゴエ（ザ・プラン9）                   |                                                   |
| 222    | 9月19日  | 芸人の真剣チャレンジ!                               | オズワルド | トキ（藤崎マーケット）                            | お〜い!久馬・浅越ゴエ（ザ・プラン9）                   |                                                   |
| 223    | 9月26日  | 麒麟田村×サバンナ八木 パン食べ巡り!                 | 八木真澄（サバンナ）、田村裕（麒麟） | 河野良祐（令和喜多みな実）                        | なすなかにし                                           |                                                   |
| 223    | 9月26日  | 兵動大樹54歳の真剣チャレンジ!                       | 兵動大樹（矢野・兵動） | 河野良祐（令和喜多みな実）                        | なすなかにし                                           |                                                   |
| 224    | 10月3日  | 芸人宅を真剣DIY!                                    | 爆ノ介（ザ・プラン9）、河野良祐（令和喜多みな実） | トキ（藤崎マーケット）                            | すゑひろがりず                                         |                                                   |
| 224    | 10月3日  | 劇場合間メシ                                        | 田渕章裕（インディアンス）、友保隼平（金属バット） | トキ（藤崎マーケット）                            | すゑひろがりず                                         |                                                   |
| 225    | 10月10日 | ミルクボーイの枠な大人になりたい                    | ミルクボーイ、澤田有也佳（ABCアナウンサー） | 毛利大亮（ギャロップ）                            | 兵動大樹（矢野・兵動）                                 |                                                   |
| 225    | 10月10日 | やすともの黒白歌合戦に密着!                         | なにわのパパの会（さや香、田崎佑一（藤崎マーケット）、祇園、瀬戸洋祐（スマイル）、肥後裕之（セルライトスパ）、駒場孝（ミルクボーイ）、マコト（span!）、空道太郎（ラフ次元）、洲崎貴郁（ラニーノーズ）、大林健二（モンスターエンジン））、なにわおじさん男子（和田友徳（ヘッドライト）、水本健一（span!）、花谷豊（マイストリートメモリーズ）、梅村賢太郎（ラフ次元）、西森洋一（モンスターエンジン）、市川義一（女と男））、小杉竜一（ブラックマヨネーズ）、西田幸治（笑い飯）、内海崇（ミルクボーイ）、ウーイェイよしたか（スマイル）、タグ（ダブルアート）、津田篤宏（ダイアン）、ヘンダーソン | 毛利大亮（ギャロップ）                            | 兵動大樹（矢野・兵動）                                 |                                                   |
| 226    | 10月24日 | 芸人が好きなお米スペシャル                          | なすなかにし、ダブルヒガシ | トキ（藤崎マーケット）                            | さや香                                                 |                                                   |
| 227    | 10月31日 | 2泊3日で行く弾丸台湾旅SP                            | 田村裕（麒麟） | 木崎太郎（祇園）                                  | サバンナ                                               |                                                   |
| 228    | 11月7日  | いつかは家を買いたい                                | 田崎佑一（藤崎マーケット）、山名文和（アキナ）、宇都宮まき、兼光タカシ | トキ（藤崎マーケット）                            | トム・ブラウン                                         |                                                   |
| 228    | 11月7日  | 久保田永野の本気で悩みに答えます!                   | 久保田かずのぶ（とろサーモン）、永野、よじょう（ガクテンソク） | トキ（藤崎マーケット）                            | トム・ブラウン                                         |                                                   |
| 229    | 11月14日 | ツートライブのおもてなしドライブ                    | ツートライブ、サルゴリラ | 河野良祐（令和喜多みな実）                        | 品川庄司                                               |                                                   |
| 229    | 11月14日 | 久馬&兵動オーバー50の体力測定                       | 兵動大樹（矢野・兵動）、お〜い!久馬（ザ・プラン9） | 河野良祐（令和喜多みな実）                        | 品川庄司                                               |                                                   |
| 230    | 11月21日 | 関西ウォーカーでタイムスリップ!                     | ギャロップ | 木崎太郎（祇園）                                  | コロコロチキチキペッパーズ                             |                                                   |
| 230    | 11月21日 | 久保田永野の本気で悩みに答えます!                   | 久保田かずのぶ（とろサーモン）、永野、ZAZY | 木崎太郎（祇園）                                  | コロコロチキチキペッパーズ                             |                                                   |
| 231    | 11月28日 | 麒麟田村 最強のパン巡り 第2弾                       | 田村裕（麒麟）、八木真澄（サバンナ） | 西田幸治（笑い飯）                                | ダブルヒガシ                                           |                                                   |
| 231    | 11月28日 | 劇場合間メシ                                        | 多田健二（COWCOW）、橋本直（銀シャリ） | 西田幸治（笑い飯）                                | ダブルヒガシ                                           |                                                   |
| 232    | 12月3日  | ツートライブのおもてなしドライブ                    | ツートライブ、ネルソンズ | トキ（藤崎マーケット）                            | 野性爆弾                                               |                                                   |
| 232    | 12月3日  | テンダラー浜本の俺の最高の一品を作りたい!!          | テンダラー | トキ（藤崎マーケット）                            | 野性爆弾                                               |                                                   |
| 233    | 12月12日 | いつかは家を買いたい田崎                            | 田崎佑一（藤崎マーケット）、浅越ゴエ（ザ・プラン9） | 河野良祐（令和喜多みな実）                        | 平成ノブシコブシ                                       |                                                   |
| 233    | 12月12日 | 深夜営業メシをのぞき見                              | ウーイェイよしたか（スマイル）、周平魂（ツートライブ） | 河野良祐（令和喜多みな実）                        | 平成ノブシコブシ                                       |                                                   |
| 234    | 12月19日 | ミルクボーイの枠な大人になりたい                    | ミルクボーイ | 木崎太郎（祇園）                                  | ロングコートダディ                                     |                                                   |
| 234    | 12月19日 | 真剣DIY企画                                         | タグ（ダブルアート）、爆ノ介（ザ・プラン9） | 木崎太郎（祇園）                                  | ロングコートダディ                                     |                                                   |
| 235    | 12月26日 | 関西ウォーカーでタイムスリップ!                     | ギャロップ | 周平魂（ツートライブ）                            | 囲碁将棋                                               |                                                   |
| 235    | 12月26日 | 東海道五十三次ドライブ旅                            | すゑひろがりず | 周平魂（ツートライブ）                            | 囲碁将棋                                               |                                                   |

| 2025年 | 2025年            | 2025年                                                              | 2025年 | 2025年                                               | 2025年                                               | 2025年                                               |
| #      | 放送日            | コーナー                                                            | コーナーゲストVTR出演者                                                                                          | 真剣ファミリー                                       | ゲスト                                               | 備考                                                 |
| ------ | ----------------- | ------------------------------------------------------------------- | --- | ---------------------------------------------------- | ---------------------------------------------------- | ---------------------------------------------------- |
| 236    | 1月9日            | 一流シェフの簡単ズボラ飯                                            | 西田幸治（笑い飯）                                                                                               | トキ（藤崎マーケット）                               | 相席スタート                                         |                                                      |
| 236    | 1月9日            | 東海道五十三次ドライブ旅                                            | すゑひろがりず                                                                                                   | トキ（藤崎マーケット）                               | 相席スタート                                         |                                                      |
| 237    | 1月16日           | さや香新山の名店のきのこ料理が食べたい!!                            | 新山（さや香）、周平魂（ツートライブ）                                                                           | 木崎太郎（祇園）                                     | レインボー                                           |                                                      |
| 237    | 1月16日           | さや香石井のエンターティナーへの道                                  | 石井（さや香）、安場泰介（丸亀じゃんご）                                                                         | 木崎太郎（祇園）                                     | レインボー                                           |                                                      |
| 238    | 1月23日           | 天才ピアニスト にんにくグルメを真剣リサーチ!                        | 天才ピアニスト                                                                                                   | 西田幸治（笑い飯）                                   | マユリカ                                             |                                                      |
| 238    | 1月23日           | アラフィフおじさん芸人が真剣体力づくり                              | 兵動大樹（矢野・兵動）、お〜い!久馬（ザ・プラン9）                                                               | 西田幸治（笑い飯）                                   | マユリカ                                             |                                                      |
| 239    | 1月30日           | 京都ツウに聞く!絶品冬のお鍋withさや香                               | 木村祐一、さや香                                                                                                 | 毛利大亮（ギャロップ）                               | ビスケットブラザーズ                                 |                                                      |
| 239    | 1月30日           | 久保田永野の本気で悩みに答えます!                                   | 久保田かずのぶ（とろサーモン）、永野、西野創人（コロコロチキチキペッパーズ）                                     | 毛利大亮（ギャロップ）                               | ビスケットブラザーズ                                 |                                                      |
| 240    | 2月6日            | やすとも姉さん聞いてください芸人の真剣お悩みトークSP                | やすとも姉さん聞いてください芸人の真剣お悩みトークSP                                                             | やすとも姉さん聞いてください芸人の真剣お悩みトークSP | やすとも姉さん聞いてください芸人の真剣お悩みトークSP | やすとも姉さん聞いてください芸人の真剣お悩みトークSP |
| 241    | 2月13日           | 真剣!冬のキャンプのススメ                                           | 村田秀亮（とろサーモン）、水田信二、KAƵMA（しずる）                                                              | 毛利大亮（ギャロップ）                               | 鬼越トマホーク                                       |                                                      |
| 241    | 2月13日           | 久保田永野の本気で悩みに答えます!                                   | 久保田かずのぶ（とろサーモン）、永野、鈴木もぐら（空気階段）                                                     | 毛利大亮（ギャロップ）                               | 鬼越トマホーク                                       |                                                      |
| 242    | 2月20日           | 真剣DIY!                                                            | タグ（ダブルアート）、爆ノ介（ザ・プラン9）                                                                      | 河野良祐（令和喜多みな実）                           | ガクテンソク                                         |                                                      |
| 242    | 2月20日           | ダブルヒガシのフライドポテトを極めたい                              | ダブルヒガシ | 河野良祐（令和喜多みな実）                           | ガクテンソク                                         |                                                      |
| 243    | 2月27日           | レインボーのしあわせ背徳グルメ                                      | レインボー | 西田幸治（笑い飯）                                   | 飯尾和樹（ずん）                                     |                                                      |
| 243    | 2月27日           | 深夜営業メシをのぞき見                                              | 徳井健太（平成ノブシコブシ）、キャツミ                                                                           | 西田幸治（笑い飯）                                   | 飯尾和樹（ずん）                                     |                                                      |
| 244    | 3月6日            | ツートライブのおもてなしドライブ                                    | ツートライブ、囲碁将棋                                                                                           | 周平魂（ツートライブ）                               | カベポスター                                         |                                                      |
| 244    | 3月6日            | コンビニ商品で作るズボラ飯                                          | 西田幸治（笑い飯）                                                                                               | 周平魂（ツートライブ）                               | カベポスター                                         |                                                      |
| 245    | 3月13日           | ギャロップの昭和100年愛されロングセラーグルメ                       | ギャロップ | トキ（藤崎マーケット）                               | ミルクボーイ                                         |                                                      |
| 245    | 3月13日           | バッテリィズの本気で神業決めんねん!                                 | バッテリィズ | トキ（藤崎マーケット）                               | ミルクボーイ                                         |                                                      |
| 246    | 3月20日           | いつかは家を買いたい田崎                                            | 田崎佑一（藤崎マーケット）、浅越ゴエ（ザ・プラン9）                                                              | トキ（藤崎マーケット）                               | お〜い!久馬・爆ノ介（ザ・プラン9）                   |                                                      |
| 246    | 3月20日           | ダブルヒガシのチーズケーキを極めたい                                | ダブルヒガシ | トキ（藤崎マーケット）                               | お〜い!久馬・爆ノ介（ザ・プラン9）                   |                                                      |
| 247    | 3月27日           | 芸人のニッキな大好物グルメ                                          | 西田幸治（笑い飯）、飯尾和樹（ずん）                                                                             | 木崎太郎（祇園）                                     | トム・ブラウン                                       |                                                      |
| 247    | 3月27日           | チャレンジ木崎                                                      | 木崎太郎（祇園）                                                                                                 | 木崎太郎（祇園）                                     | トム・ブラウン                                       |                                                      |
| 248    | 4月3日            | 春の芸人ハウスお邪魔SP                                              | 爆ノ介（ザ・プラン9）、タグ（ダブルアート）、河野良祐（令和喜多みな実）                                          | トキ（藤崎マーケット）                               | スリムクラブ                                         |                                                      |
| 249    | 4月10日           | ツートライブのおもてなしドライブ                                    | ツートライブ、ななまがり                                                                                         | 周平魂（ツートライブ）                               | モンスターエンジン                                   |                                                      |
| 249    | 4月10日           | 劇場合間メシ                                                        | ユースケ（ダイアン）、佐々木隆史（エバース）                                                                     | 周平魂（ツートライブ）                               | モンスターエンジン                                   |                                                      |
| 250    | 4月16日（水曜日） | 身近な食材でズボラ飯                                                | 西田幸治（笑い飯）、鬼越トマホーク、宮川大輔                                                                     | 西田幸治（笑い飯）、トキ（藤崎マーケット）           | くっきー!（野性爆弾）、すゑひろがりず                | この放送日はゴールデンSPである。                     |
| 251    | 4月17日           | おでかけネイチャーin淡路島                                          | 村田秀亮（とろサーモン）、KAZMA（しずる）                                                                        | 河野良祐（令和喜多みな実）                           | 宮川大輔                                             |                                                      |
| 251    | 4月17日           | ロングコートダディ兎の楽しくスイーツを作りたい!                     | 兎（ロングコートダディ）                                                                                         | 河野良祐（令和喜多みな実）                           | 宮川大輔                                             |                                                      |
| 252    | 4月24日           | ほぼ築100年!レトロビル探訪                                          | トキ（藤崎マーケット）、周平魂（ツートライブ）                                                                   | 周平魂（ツートライブ）                               | ヤーレンズ                                           |                                                      |
| 252    | 4月24日           | おじさんも恥ずかしがらずにユニバーサル・スタジオ・ジャパンで遊ぼう! | 西田幸治（笑い飯）、迫田篤（デルマパンゲ）                                                                       | 周平魂（ツートライブ）                               | ヤーレンズ                                           |                                                      |
| 253    | 5月1日            | おじさん登山部プロジェクト始動SP                                    | 兵動大樹（矢野・兵動）、お〜い!久馬・浅越ゴエ・ヤナギブソン（ザ・プラン9）、白川悟実（テンダラー）、川畑泰史     | 西田幸治（笑い飯）                                   | すゑひろがりず                                       |                                                      |
| 254    | 5月8日            | ヤーレンズのレンズ越し、純喫茶の世界                                | ヤーレンズ | 周平魂（ツートライブ）                               | 村田秀亮（とろサーモン）、水田信二                   |                                                      |
| 254    | 5月8日            | ダブルヒガシの手羽先を極めたい!                                     | ダブルヒガシ | 周平魂（ツートライブ）                               | 村田秀亮（とろサーモン）、水田信二                   |                                                      |
| 255    | 5月15日           | ビスケットブラザーズのうどん道                                      | ビスケットブラザーズ                                                                                             | 周平魂（ツートライブ）                               | ギャロップ                                           |                                                      |
| 255    | 5月15日           | 劇場合間メシ                                                        | 兼光タカシ、もう中学生                                                                                           | 周平魂（ツートライブ）                               | ギャロップ                                           |                                                      |
| 256    | 5月22日           | ミルクボーイの枠な大人になりたい                                    | ミルクボーイ | 河野良祐（令和喜多みな実）                           | COWCOW                                               |                                                      |
| 256    | 5月22日           | なんでもない日の奥さんに何渡す?                                     | ウーイェイよしたか（スマイル）、兵動大樹（矢野・兵動）、周平魂（ツートライブ）、田中一彦（スーパーマラドーナ）   | 河野良祐（令和喜多みな実）                           | COWCOW                                               |                                                      |
| 257    | 5月29日           | ギャロップの昭和100年愛されロングセラーグルメ                       | ギャロップ | トキ（藤崎マーケット）                               | サルゴリラ                                           |                                                      |
| 257    | 5月29日           | 真剣美容男子のビューティールール 老若男女みんなできれいになろう!!〜 | 木崎太郎（祇園）、池田直人（レインボー）                                                                         | トキ（藤崎マーケット）                               | サルゴリラ                                           |                                                      |
| 258    | 6月5日            | 真剣DIY 特別編                                                      | 爆ノ介（ザ・プラン9）、タグ（ダブルアート）、田中一彦（スーパーマラドーナ）、河野良祐（令和喜多みな実）          | 木崎太郎（祇園）                                     | 八木真澄（サバンナ）、くっきー!（野性爆弾）          |                                                      |
| 258    | 6月5日            | 劇場合間メシ                                                        | 兼近大樹（EXIT）、大東翔生（ダブルヒガシ）                                                                       | 木崎太郎（祇園）                                     | 八木真澄（サバンナ）、くっきー!（野性爆弾）          |                                                      |
| 259    | 6月12日           | いたって真剣です特別編 劇場&ステージ合間メシ!                       | |                                                      | MISIA                                                |                                                      |
| 260    | 6月19日           | いつかは家を買いたい田崎                                            | 田崎佑一（藤崎マーケット）、浅越ゴエ（ザ・プラン9）                                                              | トキ（藤崎マーケット）                               | なすなかにし                                         |                                                      |
| 260    | 6月19日           | おじさんも遊ぼう!in万博                                             | 西田幸治（笑い飯）、迫田篤（デルマパンゲ）                                                                       | トキ（藤崎マーケット）                               | なすなかにし                                         |                                                      |
| 261    | 6月26日           | ミシュランシェフのひと手間コンビニ飯                                | 西田幸治（笑い飯）                                                                                               | トキ（藤崎マーケット）                               | ロングコートダディ                                   |                                                      |
| 261    | 6月26日           | ダブルヒガシの担々麺を極めたい!                                     | ダブルヒガシ | トキ（藤崎マーケット）                               | ロングコートダディ                                   |                                                      |
| 262    | 7月3日            | 東京津田軍団を唸らせたい                                            | 津田篤宏（ダイアン）、市川義一（女と男）                                                                         | 河野良祐（令和喜多みな実）                           | インディアンス                                       |                                                      |
| 262    | 7月3日            | 東京五十三次ドライブ旅                                              | すゑひろがりず                                                                                                   | 河野良祐（令和喜多みな実）                           | インディアンス                                       |                                                      |
| 263    | 7月10日           | ツートライブのおもてなしドライブ                                    | ツートライブ、ジャングルポケット                                                                                 | 周平魂（ツートライブ）                               | 銀シャリ                                             |                                                      |
| 263    | 7月10日           | 大阪EXPO2025メニュー考案会議                                        | 西田幸治（笑い飯）、毛利大亮（ギャロップ）、トキ（藤崎マーケット）、木崎太郎（祇園）、河野良祐（令和喜多みな実） | 周平魂（ツートライブ）                               | 銀シャリ                                             |                                                      |
| 264    | 7月17日           | とろサーモン村田のおでかけネイチャーinびわ湖                        | 村田秀亮（とろサーモン）、池田一真（しずる）                                                                     | トキ（藤崎マーケット）                               | オズワルド                                           |                                                      |
| 264    | 7月17日           | 久保田永野の本気で悩みに答えます!                                   | 久保田かずのぶ（とろサーモン）、永野、ともしげ（モグライダー）                                                   | トキ（藤崎マーケット）                               | オズワルド                                           |                                                      |
| 265    | 7月24日           | 京都ツウに学ぶ!この夏のイチオシの京都の麺SP                         | 木村祐一、ビスケットブラザーズ                                                                                   | トキ（藤崎マーケット）                               | レイザーラモン                                       |                                                      |
| 265    | 7月24日           | 久保田永野の本気で悩みに答えます!                                   | 久保田かずのぶ（とろサーモン）、永野、イワクラ（蛙亭）                                                           | トキ（藤崎マーケット）                               | レイザーラモン                                       |                                                      |
| 266    | 8月7日            | 家から100歩で絶景!                                                  | 藤崎マーケット                                                                                                   | 木崎太郎（祇園）                                     | ダブルヒガシ                                         |                                                      |
| 266    | 8月7日            | 東海道五十三次ドライブ旅                                            | すゑひろがりず                                                                                                   | 木崎太郎（祇園）                                     | ダブルヒガシ                                         |                                                      |
| 267    | 8月14日           | じゃない方BIG3                                                      | 八木真澄（サバンナ）、ロッシー（野性爆弾）、田村裕（麒麟）                                                       | 河野良祐                                             | レインボー                                           |                                                      |
| 267    | 8月14日           | おじさん登山プロジェクト                                            | 白川悟実（テンダラー）、お〜い!久馬（ザ・プラン9）、桂三度                                                       | 河野良祐                                             | レインボー                                           |                                                      |

## 主な企画

### 恋愛島

#### シーズン3
男性5名、女性5名の計10名が無人島で3泊4日の共同生活をする。シーズン3では恋愛加速ボトルがルールに定められる。毎朝（1日目は島到着時）男性にも女性にも各人数分のボトルが用意されるので、選択して瓶の中にある指令を遂行しなければならない。島内では支給された水と食材と道具のみ使用できる。3日目に天候不良で急遽撤収となり、有人島へ強制移動させられた。最終日のみ告白可能で、今回から男性からでも女性からでも告白出来、1人に対し同時告白も可能となった。男性4名女性1名が告白し、2組のカップルが成立した。
新型コロナウイルス感染症対策の観点から企画の続行が困難になったため、2020年6月4日の放送を以て当企画の放送を終了。以降はメインゲストとのスタジオトークを中心とし、密着取材などのロケ企画を挟む番組構成へと変化した。

## ネット局
| 放送対象地域  | 放送局                       | 系列           | 放送日時（JST）                                | 放送期間         | 備考       |
| ------------- | ---------------------------- | -------------- | ---------------------------------------------- | ---------------- | ---------- |
| 近畿広域圏    | 朝日放送テレビ（ABC TV）     | テレビ朝日系列 | 木曜 23:10 - 翌0:17                            | 2020年4月2日 -   | 番組制作局 |
| 香川県/岡山県 | 瀬戸内海放送（KSB）          | テレビ朝日系列 | 日曜0:00 - 1:00（土曜深夜）                    | 2020年10月4日 -  | 遅れネット |
| 中京広域圏    | 名古屋テレビ放送（メ～テレ） | テレビ朝日系列 | 日曜23:55 - 翌0:55                             | 2020年10月18日 - | 遅れネット |
| 広島県        | 広島ホームテレビ（HOME）     | テレビ朝日系列 | 土曜午後 15:30 - 16:30 または14:00 - 15:00など | 2021年10月16日 - | 遅れネット |
| 北海道        | 北海道テレビ放送（HTB）      | テレビ朝日系列 | 金曜0:50 - 1:50（木曜深夜）                    | 2022年4月8日 -   | 遅れネット |

## テーマソング
- Creepy Nuts『いたって真剣です』（ソニー・ミュージックアソシエイテッドレコーズ）
  - 2020年4月23日にCreepy Nutsが番組出演した際にやすともの二人がCreepy Nutsに番組のテーマソングを作ってほしいと依頼し、二人が快諾。その後、同年12月11日放送分にてCreepy Nutsが再びゲスト出演した際に初披露された[11]。なお、それまでのオープニングでは同じくCreepy Nutsの楽曲である『助演男優賞』が使用されていた。
- Pale Waves『One More Time』、Awesome City Club『Talkin' Talkin'』
  - オープニングや番宣CMで使用される。

## スタッフ（2025年5月以降）
- ナレーター：梅本尚太
- 構成：やまだともカズ、鈴木一史、田中亮治、山田泰葉、上田まさる
- SW：粟津光乗、錦戸浩司（錦戸→以前はSW►CAM）【週替り】
- SW/CAM：岩井笙汰（以前はCA►CAM►SW）、川崎圭一郎（以前はCAM）【週替り、回によって異なる】
- VE：安藤黎菜、大浦和宏、大西拓紀、下村剛司（下村→以前はSW）、今中萌那、三宅志音、足立駿介【週替り】
- CAM：栗林克夫、山本久、村田雄哉（村田→以前はCA）、名河内莉央・芝田幸司（アイネックス）、西良美和・吉岡利晃・林加奈子・杉本康弘・金原良之・薬師寺智久・中住鉄平・石川和義（関西東通）、ジュコブスカ・エリザベタ、赤井佑、岡田菜優、田中康彦（朝日放送テレビ）、高松みやび、吉村昇、鵜沼都、松木涼介、山内将太郎、古賀俊介（山内→以前はCA・恋愛島ロケ技術）【週替り】
- MIX：山下真由、籠谷暖夫、山中康男、和三晃章、石原すず、田中直橘、中井真司、片岡佑美、浜田美冬、山中康衣、桒田美美、外島真由美（SAプロ）、真鍋琳久【週替り】
- LD：遠山昇、岡崎麻衣（アイネックス）、田中克征【週替り】
- EED：山道健史（イングス）【毎週】、渡邊知紀、岡元裕次・岩澤文哉・仁部貴史（イングス）、北山優月、松井瑞希、宮部わか菜、伊林満里奈、山本真優子【週替り】
- 音響効果：黒澤秀ー（以前はSE・MA）、谷口夏海
- MA：仲本拓矢
- 美術：田中彰洋
- 番組宣伝：衣川淳子（朝日放送テレビ）
- デスク：服部八壽子（朝日放送テレビ）
- 美術協力：つむら工芸、デンコー、まいど、ビーム、TOLI
- キャスティング協力：水流園修二（ビーオネスト）
- 協力：バックアップメディア、ディーレック、一歩本舗、BAX、studioNest、イングス、アイネックス、ハートス、関西東通
- AD：小倉真央、伊藤羽桜
- ディレクター：坂本佳則（MILLERTIMEinc）、加藤伸一（バックアップメディア）、木下尚哉・木村小夏（朝日放送テレビ）、津田真吾（ディーレック）、空口一城（一歩本舗）、光岡麦（BAX）、堀内直樹、金沢武慶、太田隼人（FREE）、平野智也（ユーロック）、山崎英河、大田遼（フリーランス）
- チーフディレクター：児玉裕佳（朝日放送テレビ、以前はディレクター）
- AP：村松友理
- プロデューサー：芝聡（朝日放送テレビ）、谷澤開人・真鍋理恵（吉本興業）
- 制作協力：吉本興業
- 制作著作：ABC TV

過去のスタッフ
- 構成：井上久美子
- SW：中谷祐喜
- VE：山口順久、鹿島友樹、丸尾恵介、東浦歩実、細川圭吾（細川→以前はLD）
- CAM：香月崇志、知花裕樹、高橋紀之、中本徹、川崎拓真、松本譲二、高階一行、松岡俊樹、藤本智也
- CA：岡谷藍
- MIX：山本耕司、西森大記、小谷真央、清水俊孝
- LD：ハートス、関西東通、重國裕治
- SE・MA：漆原昌子
- EED：宇田周人・中野亜海・坂下雄亮（イングス）
- MA：上蘭茜
- 美術：小林沙奈美
- イラスト：古田雄希
- 恋愛島ロケ技術：香月崇志、蓮池昭幸、信田将志、中垣宏一、葛野凌大
- 協力：LOGOS、PPP本舗、ライズ・アップ、ビーオネスト、U-ROCK、東通企画
- サバイバル監修：群馬のランボー・土田貴弘、カメ五郎
- AD：榎木愛里（一歩本舗）、藤井勇人、中嶋聡美（一歩本舗）、山本樹季斗（一時離脱►復帰）、髙田鼓
- ディレクター：前田健太・成瀬樹・土井長慶宗・津川貴行・石田琢真・藤本能範・松田尚之・上本理恵（朝日放送テレビ）、西野佳（イングス）、宇都宮伊織（バックアップメディア）、米澤のぞ美（ABCリブラ）
- チーフディレクター：中村光・重信篤志（朝日放送テレビ）
- AP：髙蜂あい
- プロデューサー：大橋洋平・上野晴弘（朝日放送テレビ）、後藤ちあき・金丸貴文・松田菜々・石井カオリ（吉本興業）